# Bošnjačko-hrvatski sukob
Bošnjačko-hrvatski sukob bio je oružani sukob za vrijeme rata u Bosni i Hercegovini između snaga Republike Bosne i Hercegovine predvođenih Armijom Republike Bosne i Hercegovine i snaga Hrvatske Republike Herceg-Bosne predvođenih Hrvatskim vijećem obrane. Sukob je trajao od 23. listopada 1992. do 18. ožujka 1994. godine, kada je potpisan Washingtonski sporazum. Najznačajniji i najdugotrajniji sukobi odvijali su se na područjima Hercegovine (u Mostaru, Jablanici, Prozoru-Rami, Konjicu), u dolini rijeke Lašve (u Travniku, Novom Travniku, Vitezu, Busovači), u dolini gornjeg toka rijeke Vrbas (u Uskoplju, Bugojnu), u dolini rijeke Lepenice (u Kreševu, Kiseljaku, Fojnici) i u dijelovima Bosne (u Kaknju, Varešu, Maglaju, Zenici, Zavidovićima, Žepču). Za razliku od navedenih područja, do sukoba između Armije Republike Bosne i Hercegovine i Hrvatskog vijeća obrane nije došlo na područjima Bihaća, Sarajeva, Usore, Tuzle, Brčkog i Orašja.
Raspad Jugoslavije ujedno je označio početak istog procesa u Bosni i Hercegovini. Prvenstveni razlog k tome jest njena višestruka heterogenost, i vjerska i etnička. Upravo se to dokazalo na prvim zasjedanjima demokratski izabrane Skupštine BiH, kada su se između zastupnika SDA, SDS-a i HDZ-a BiH, vodile prve polemike oko identiteta, jezika i pisma u BiH. Haški sud navodi kao glavni uzrok za hrvatsko-bošnjački sukob Tudmanove teritorijalne ambicije prema BiH, s namjerom stvaranje Velike Hrvatske.
U toj početnoj fazi, bošnjačka politička elita naivno je vjerovala da u BiH neće biti rata, te se zbog toga i dalje vezala uz još postojeći jugoslavenski okvir i JNA.[nedostaje izvor] Hrvati su u tom pogledu bili puno racionalniji, poučeni sa zbivanjima u Republici Hrvatskoj, shvatili su da se isto sprema za Bosnu i Hercegovinu, te su se počeli obrambeno organizirati.[nedostaje izvor] Pogotovo nakon što je JNA napala i prva hrvatska mjesta u BiH, Hrvatima je postalo jasno da se rat neće moći izbjeći, a pošto je bošnjačko vodstvo potpuno ignoriralo stradanje Hrvata, Hrvati su osnovali Hrvatsku zajednicu Herceg-Bosnu, na čijim su temeljima i organizirali obranu od srpske agresije.[nedostaje izvor] Bošnjačko vodstvo je kasnilo u razvijanju djelotvornih obrambenih kapaciteta, tako da je najveći teret u prvom dijelu rata podnijela HZHB, a posebno Republika Hrvatska, koja je Hrvatima i Bošnjacima bila velika potpora i oslonac.[nedostaje izvor] Veliku ulogu u obrani BiH imala je Hrvatska, koja je primila i zbrinula više od 300.000 bošnjačkih izbjeglica, liječila ranjene bošnjačke civile i vojnike, obučavala i opremala bošnjačke vojnike, te imala najveći doprinos u naoružavanju i opremanju cjelokupne Armije RBiH.[nedostaje izvor] Varaždin je grad koji je ugostio najviše bošnjačkih izbjeglica.
Međunarodni sud za ratne zločine počinjene na području bivše Jugoslavije (MKSJ) osudio je 17 dužnosnika HVO-a i Herceg-Bosne za ratne zločine u BiH, od kojih je šest osuđeno zbog sudjelovanja u udruženom zločinačkom pothvatu (UZP) koji je težio odcjepljenju i ujedinjenju HZ Herceg-Bosne s Hrvatskom, te dva ARBiH dužnosnika za ratne zločine počinjene tijekom sukoba. MKSJ je presudio da je Hrvatska imala cjelokupnu kontrolu nad HVO-om, te da je slala HV u BiH zbog čega je sukob bio međunarodni.

## Razlike u politikama
Na prvim bosanskohercegovačkim demokratskim izborima održanima krajem 1990. nadmoćnu su pobjedu odnijele nacionalno-afirmativne stranke. Tako je u Skupštini Bosne i Hercegovine, Hrvatskoj demokratskoj zajednici Bosne i Hercegovine (HDZ) pripalo 18,31%, Srpskoj demokratskoj stranci Bosne i Hercegovine (SDS) 30,00%, a bošnjačkoj Stranci demokratske akcije (SDA) 35,83% zastupničkih mjesta. Njihova raspodjela uvelike je odgovarala udjelima pojedinih naroda u ukupnom stanovništvu Bosne i Hercegovine. Bio je to očekivani ishod u republici podijeljenoj po nacionalnim obilježjima, s najnižom stopom mješovitih brakova od svih jugoslavenskih republika.
Stvarni raspad Jugoslavije u lipnju 1991., otvorena velikosrpska agresija na Hrvatsku te međunarodna podrška opstanku Jugoslavije, ali kao svojevrsne zajednice neovisnih država, koja je, pošto je u rujnu utemeljena Međunarodna konferencija o Jugoslaviji (MKBJ) pod vodstvom Petera Carringtona (EZ), konkretizirana već u inicijalnoj verziji Carringtonova plana, doveli su do toga da se osnovno političko pitanje u BiH svelo na pitanje njezina državnopravnog statusa i unutarnjeg uređenja. U novonastalim prilikama, protiveći se svakoj državnoj afirmaciji, osobito neovisnosti BiH, SDS je otpočeo djelovanje na formiranju srpske države na gotovo dvije trećine bh. teritorija te na njegovu pripajanju Srbiji. Formirao je niz srpskih autonomnih oblasti, utemeljio poseban srpski parlament, organizirao referendum o ostanku Srba u Jugoslaviji te početkom 1992. proglasio Srpsku Republiku BiH. Ujedno, pouzdajući se u srbiziranu JNA, otpočeo je otvoreno prijetiti da će u slučaju proglašenja, odnosno međunarodnoga priznanja neovisnosti BiH nasilnim sredstvima realizirati vlastiti državotvorni projekt.
Međunarodna podrška jačanju republičkih subjektiviteta imala je presudan utjecaj na prestanak konceptualnoga prilagođavanja SDA srpskim političkim ciljevima te na njezino otvoreno zalaganje za državnu samobitnost BiH. Time su početkom listopada 1991. stvoreni uvjeti za nastanak neformalne bošnjačko-hrvatske koalicije, koja, koristeći se pogodnim međunarodnim okolnostima, otpočinje djelovati prema neovisnosti. SDA i HDZ zajednički usvajaju Memorandum (Pismo o namjerama) i Platformu o položaju BiH, pristaju na Carrington-Cutileirov plan, upućuju zahtjev za neovisnošću BiH, izglasavaju Deklaraciju o suverenosti BiH, raspisuju referendum o neovisnosti BiH te na temelju njegovih afirmativnih rezultata proglašavaju njezinu neovisnost. U konačnici, usuglašeno djelovanje SDA i HDZ-a okrunjeno je početkom travnja 1992. međunarodnim priznanjem Republike Bosne i Hercegovine. Tada otpočinje i intenzivna srpska agresija unutar zemlje.
Unatoč zajedničkom djelovanju na postizanju neovisnosti, stranke SDA i HDZ radikalno su se razlikovale u svojim stavovima prema unutarnjem uređenju BiH. Predstavljajući najbrojniju bh. etničku zajednicu, za koju se u skladu s bh. demografskim trendovima moglo pretpostaviti da će vrlo skoro steći apsolutnu brojčanu nadmoć, SDA se zalagao za unitarnu, etnički nedecentraliziranu BiH, onakvu čiji bi političko-pravni identitet, na temelju načela "jedan čovjek, jedan glas" i bošnjačke brojčane nadmoći, primarno određivali Bošnjaci. Ne dovodeći u pitanje svoju podršku državnoj neovisnosti i teritorijalnoj cjelovitosti, Hrvatska demokratska zajednica Bosne i Hercegovine, kao vrhovna politička i društvena institucija Hrvata u Bosni i Hercegovini, zalagala se za njezino ustrojstvo kao složene federativne države konstituirane od samoupravnih, uvjetno rečeno nacionalnih, teritorijalnih jedinica.
HDZ zaključuje da Predsjedništvo BiH, svojim neodređenim stavovima, i Vlada BiH, svojim konkretnim mjerama, nisu poduzele nikakve kvalitetnije korake za rješavanje nastale situacije. Polarizacija na nacionalnoj osnovi u potpunosti je paralizirala Skupštinu BiH, a HDZ-ovi zastupnici su postali marionete politike SDA. Ministarstvo obrane BiH nijemo gleda mobiliziranje rezervista u BiH, dok naoružuane četničke bande šire paniku i nered, a gospodarstvo je u potpunom kolapsu. Na prekretnici, hrvatsko se samoorganizirano djelovanje posebice snažno očitovalo osnivanjem niza teritorijalno-samoupravnih hrvatskih zajednica, formiranjem alternativnoga referendumskog pitanja po kojem bi eventualno neovisna BiH bila uređena kao složena država te čvrstim pristajanjem uz međunarodni Carrington-Cutileirov plan. Po njemu, Bosna i Hercegovina je trebala postati svojevrsnom (kon)federacijom triju etničkih teritorijalnih jedinica.

### Neuspjeh MZ
Prvi ozbiljniji pokušaj u rješavanju bosanskohercegovačke krize učinjen je u veljači 1992. godine, kada su u Sarajevo doputovali lord Peter Carrington i Jose Cutilheiro. To se izaslanstvo sastalo s predstavnicima SDA (Izetbegović, Mahmutčehajić i Kadić), SDS-a BiH (Karadžić, Koljević i Krajišnik) i HDZ-a BiH (Boban, Stanić i Lasić). Međutim, nikakvog pomaka nije bilo: Srbi su ustrajali na podjeli BiH na tri države, Bošnjaci su bili za unitarnu BiH, a Hrvati su se zalagali za federaliziranu BiH. Pošto je referendum održan, pristupilo se dogovoru oko ustavnog ustrojstva. U Lisabonu je 18. ožujka 1992. predstavljen Carrington-Cutillerov plan o načelima za novo ustavno ustrojstvo BiH te ponuđena karta s budućim sastavnim jedinicama BiH. Prema karti, Bošnjacima i Srbima pripada po 44 % teritorija, a Hrvatima 12 % teritorija BiH. Načelno su plan prihvaćale sve tri strane, no ne i ponuđeni zemljovid, koji je napravljen poprilično amaterski, ravnajući se samo prema kriteriju relativne i apsolutne većine određenog naroda u pojedinim općinama. Zbog toga je i propao, a nastavak pregovora je ponovno održan u Bruxellesu, kada su se sve tri strane usuglasile oko BiH kao države zasnovane na tri konstitutivne jedinice, čije bi granice poštivale ne samo etničke kriterije, već i zemljopisne i gospodarske.
Uslijedilo je priznanje BiH od EZ-a i SAD-a, 6. i 7. travnja 1992., te primanje BiH u UN 22. svibnja. Nakon međunarodnog priznanja, u Sarajevu je 10. travnja održan nastavak pregovaračkih sastanaka. Bošnjaci su tada iskazali da nemaju nikakvog interesa da se ustroj BiH temelji na konstitutivnim jedinicima. Nasuprot njima, Srbi su procijenili da vrijeme radi protiv njih te da pregovorima neće ostvariti svoje megalomanske ciljeve. Shvativši uzaludnost pregovora, Srbi su tada krenuli u realizaciju svojih teritorijalnih želja pomoću nasilja. Također dolazi do zahlađenja u odnosima političkog vodstva Hrvata i Bošnjaka. Ipak, njih je tada još čvrsto vezao interes obrane od zajedničkog neprijatelja, tako da su politička razilaženja oko ustroja BiH privremeno postala drugorazredna tema.
██ Jugoslavija (1943. – 1992.)
██ Hrvatska (1991. –)
██ HZ Herceg-Bosna (1991. – 1994.)
██ SR Jugoslavija (1992. – 2006.)
██ Republika Srpska (1992. –)
██ Republika Srpska Krajina (1991. – 1995.)
██ Rep. Bosna i Hercegovina (1992. – 1995.)
██ Makedonija (1991. –)
██ Slovenija (1991. –)
Na sjednici u Grudama Predsjedništvo Hrvatske zajednice Herceg-Bosne donijelo je odluku da vrhovno tijelo hrvatske obrane u Herceg-Bosni nosi ime Hrvatsko vijeće obrane. Odluka Predsjedništva RBiH o stvaranju Teritorijalne obrane, koja je poslije preimenovana u Armiju Republike Bosne i Hercegovine, donesena također 8. travnja 1992., proglašena je politički nepromišljenom jer je isto Predsjedništvo od početka napada na hrvatski narod držalo se distancirano, indiferentno, šutjelo o zločinima i nedovoljno govorilo o tragediji hrvatskih naselja i ljudi od Uništa, Ravnoga, Neuma, Kupresa do Mostara. Predsjednik Izetbegović izbjegavao je osudu srpske politike stvarajući privid ekvidistance, apelirao na građane da se odupru mobilizaciji jer "to nije naš rat" premda je JNA već razorila neka pogranična hrvatska sela, s teritorija BiH napadala Hrvatsku, u BiH su bili logistički centri napada na Hrvatsku i mnogo je vojnika s područja BiH mobilizirano u JNA. Pozivao je stanovništvo neka makne blokade i propusti tenkove JNA u napadu na Hrvatsku. Zbog svega toga Hrvatska zajednica Herceg-Bosna ne prihvaća iskompromitiranu TO kao svoju vojnu strukturu. Hrvatski narod je bio prepušten sam sebi, sam je stvarao svoju obranu i formirao svoje obrambene snage.
Hrvatsko vijeće obrane od velikosrpske je agresije obranilo zapadnu Hercegovinu i dijelove istočne, Stolac i Ravno, dolinu Neretve, Livno i manji dio Livanjskog polja, središnju Bosnu, osim Jajca, te manji dio Bosanske Posavine, oko Orašja. Alija Izetbegović i bošnjačko vodstvo, zbog svoje nesigurnosti i naivnosti, krajem 1992. bili su suočeni s posljedicama srpske agresije i provedenog etničkog čišćenja u Podrinju i Bosanskoj krajini. Desetine tisuća izbjeglica bilo je zbijeno u trokutu između Travnika, Sarajeva i Tuzle. Na vojnom planu ARBiH nije imala vojnih uspjeha, izuzev Sarajeva, iako je grad ostao u potpunom okruženju. Na neokupiranom prostoru Hrvati su držali oko 16%, a Bošnjaci oko 21% teritorija BiH.

## Prvi incidenti, tihi rat
Bez obzira na to što se Hrvatska zajednica Herceg-Bosna smatrala dijelom Republike Bosne i Hercegovine, a Hrvati više puta iskazali i volju odustajanja od nje, ako bi sve tri strane prihvatile planove međunarodne zajednice, bošnjačka se strana time nije zadovoljila. Ona je na Herceg-Bosnu uvijek gledala kao na prepreku pri realizaciji svojeg konačnog cilja, unitarne BiH. Napetosti između Bošnjaka i Hrvata bile su najveće na područjima na kojima niti jedna strana nije imala većinu; upravo je u takvim sredinama i došlo do prvih lokalnih sukoba, jer su se obje strane u njima borile za političku prevlast. Kako se i jedna i druga strana nisu uspjele dogovoriti oko političke i vojne vlasti, to je u konačnici rezultiralo dvovlašćem u takvim krajevima.
Kao posljedica otporu srpskoj agresiji na Bosnu i Hercegovinu krajem travnja 1992. godine JNA je napustila vojarne "Draga" u Busovači, "Kaonik" kod Busovače, "Stojkoviće" pored Novoga Travnika i "Petar Mećava" u Travniku. Te su vojarne napuštene dogovorom i bez borbe, a samo su postrojbe HVO-a i HOS-a iz Viteza oružanom akcijom zauzele skladište oružja u Slimenima kod Novoga Travnika. U tim su sukobima smrtno stradala dva pripadnika HVO-a, a tri civila su poginula prigodom srpskog raketiranja Busovače kada je ujedno ranjeno 10 civila i vojnika HVO-a. Preuzimanje vojarne "Kaonik" kod Busovače bilo je povodom prvih incidenata između Hrvata i Bošnjaka, u kojima je poginuo jedan pripadnik HVO-a. Bošnjaci nisu sudjelovali u preuzimanju vojarne, ali su tražili oružje.
Kada su postrojbe HVO-a i HOS-a Vitez u svibnju 1992. godine zauzele skladište u Slimenima, s njima nisu sudjelovale postrojbe Armije RBiH. Unatoč tome, Armija Republike Bosne i Hercegovine traži podjelu zaplijenjenog oružja JNA i to prema svojim uvjetima. Kada je hrvatska strana to odbila, Armija RBiH svoje zahtjeve nastojala je ostvariti silom. U istom mjesecu zapovjedništvo HVO-a sklapa dogovor s pojedinim zapovjednicima Patriotske lige o deblokadi Sarajeva. Dogovor je razrađen između Mate Šarlija - Daidže i Jusufa "Juke" Prazine. Akciju je iznutra trebala povesti Patriotska liga, a izvana sve slobodne jedinice HVO-a i Patriotske lige na potezu od Mostara do Sarajeva. Međutim, jedinice Armije RBiH lojalne Aliji Izetbegoviću zabranile su HVO-u prolaz kroz Konjic te spriječile pokušaj deblokade Sarajeva. Ovom prodoru suprotstavio se i konjički HVO, koji je već tada bio vrlo nepovjerljiv prema Bošnjacima zbog loše lokalne suradnje pa čak i manjih sukoba.
Dana 1. lipnja 1992. Armija BiH kod Visokog, u selu Koložići, ubija četiri hrvatska civila, a 3. lipnja vojnici Armije BiH skidaju hrvatsku zastavu s policijske postaje u Novom Travniku. Zbog toga borbe traju dva dana. U njima gine nekoliko vojnika Armije BiH, a ranjeni su i neki vojnici HVO-a. U Uskoplju pripadnici Armije BiH napastuju časnu sestru. Dana 5 lipnja zastava je zapaljena i u Bugojnu. Dana 6. lipnja na planini Raduša, općina Uskoplje, iz zasjede su ubijena četiri, a idući dan u Vrbanji kod Bugojna također su ubijena četiri časnika HVO-a.
Dana 13. lipnja 1992. došlo je do incidenta na području Busovače, kada je Armija RBiH otvorila vatru na pripadnike Vojne policije HVO-a, koji su nastojali zaštititi srpske civile iz Katića, koji su prethodno, u ožujku, izrazili lojalnost HVO-u i predali svoje naoružanje. U incidentu je poginuo jedan pripadnik HVO-a i trojica iz Armije RBiH. Na području Novog Travnika 18. i 19. lipnja dolazi do oružanog sukoba zbog nastojanja HVO-a da spriječi transport oružja iz tvornice Bratstvo, namijenjenog izvozu.
Općinu Gornji Vakuf-Uskoplje u početku su zajedno branili Hrvati i Bošnjaci, ali se grad nakon prvih sukoba, 19. i 20. lipnja, podijelio na dva dijela. Hrvatski je dio nazvan povijesnim imenom Uskoplje, a Bošnjaci su zadržali ime Gornji Vakuf. Te sukobe Srbi pokušavaju iskoristiti pa 23. kolovoza napadaju grad bez uspjeha, ali izazivaju velika razaranja. Uskoplje je Bošnjacima bilo važno zbog toga što se nalazi na komunikaciji Bugojno - Uskoplje - Prozor-Rama - Jablanica - Mostar.
U Zenici tijekom srpnja 1992. pripadnici Armije BiH pale srpske i hrvatske kuće. U jednoj takvoj akciji ubijena je jedna starica Hrvatica. Dana 12. srpnja 1992. u Bugojno dolazi oko 20 000 bošnjačkih izbjeglica iz drugih dijelova BiH, a u ovom mjesecu Armija RBiH zauzima skoro sve planinske prijevoje: Ivan-sedlo, na pravcu Sarajevo - Jablanica - Mostar; Rostovo na pravcu Sarajevo - Zenica - Travnik; Vranduk, na pravcu Doboj - Travnik. Pri ovim operacijama zauzimanja taktički značajnih položaja, pripadnici Armije BiH u noći su uhitili generala Žarka Tolu, zapovjednika HVO-a za srednju Bosnu, te ga predali JNA, koja ga je odvela u Knin.
Dana 21. srpnja 1992. predsjednik Republike Hrvatske Franjo Tuđman i predsjednik Predsjedništva Bosne i Hercegovine Alija Izetbegović potpisali su sporazum o prijateljstvu i suradnji dviju država. Na tom su susretu dva predsjednika potpisala i Sporazum o suradnji između HVO-a i Armije RBiH, kako ne bi dolazilo do nerazumijevanja i sukoba. Nekoliko dana poslije general Sefer Halilović, na početku sastanka u Predsjedništvu Bosne i Hercegovine, u prvoj rečenici kaže kako ne priznaje nikakvu drugu vojsku osim Armije RBiH. Time se stavio na čelo zagovornika samostalne bošnjačke države, bez Hrvata i Srba.
Krajem srpnja Armija RBiH krenula je u osvajanje većinski hrvatskih naselja u Sarajevu, kao što su Stup, Otes, Doglode, Azići i Bare. Cilj tih napada bila je potpuna eliminacija HVO-a s tih područja, što je i postignuto u rujnu 1992. godine. Posljedice za tamošnju hrvatsku zajednicu bile su katastrofalne, a hrvatske su vlasti za te napade optužile samog načelnika glavnog stožera Armije RBiH, Sefera Halilovića. Ovdje se uistinu radilo o većem pothvatu, tako da se s pravom moglo sumnjati u to kako je planiran na strategijskoj razini. Taj je napad ujedno ohrabrio Armiju RBiH i političko vodstvo Bošnjaka, jer su međunarodni krugovi taj napad ignorirali, poslavši tako poruku da bi se slične ili još veće akcije Armije RBiH protiv HVO-a mogle tolerirati.

### Kraj HOS-a
Nakon odbijanja suradnje između HVO-a i Armije RBiH od strane muslimanskog vodstva, počinje se raditi na instrumentalizaciji HOS-a. Zaobilazeći suradnju s HVO-m, Armija RBiH uspostavlja kontakt s Kraljevićem koji se sastaje s muslimanskim vojnim vodstvom u Sarajevu. Zapovjednik HOS-a Blaž Kraljević izgrađuje bliske odnose s vojnim vrhom Armije RBiH, a njegov HOS biva inkorporiran u Armiju RBiH radi destabiliziranja HVO-a. Kraljević zaoštrava svoje odnose s HVO-m i političkim vodstvom Herceg-Bosne odbijajući surađivati u izgradnji zajedničke obrane. Od srpnja 1992. HOS je bio službeno pod zapovjedništvom Alije Izetbegovića, a u kolovozu je Kraljević imenovan generalom bojnikom Armije RBiH i postavljen u njezin Glavni stožer.
Napeti odnosi između HVO-a i HOS-a bivali su sve veći. Pred operaciju Bura, koja je trebala osloboditi južnu Hercegovinu, HVO traži kooperaciju s HOS-om koju Kraljević odbija. Vojnici HOS-a, omasovljeni muslimanima, na području Čapljine, Mostara i Stoca počinju praviti probleme HVO-u, s toga HZ Herceg-Bosna izdaje naredbu o uhićenju svih zapovjednika HOS-a s ciljem da ih se primora na podređenost HVO-u kako bi se mogla izvršiti operacija Bura. Na jednom od punktova smještenom u Kruševu došlo je do paljbe između HOS-ovaca i vojnika HVO-a u kojoj je, pod nejasnim okolnostima, poginuo Kraljević. Kako bi se izbjegao sukob HOS-a i HVO-a, general bojnik HOS-a Ante Prkačin potpisao je sporazum s Matom Bobanom o uklapanju HOS-a u HVO. Hrvati iz HOS-a postupno prelaze u HVO, a Bošnjaci u Armiju RBiH, gdje su mnogi postali njezini najradikalniji borci.

## Uzroci sukoba

### Teritorijalne pretenzije Tuđmana prema BiH
Haški sud navodi Tuđmanove pretenzije prema teritoriju BiH, s ciljem stvaranja Velike Hrvatske, kao uzrok rata: "Predsjednik Tuđman… dugo je gajio nadu da će proširiti granice…Hrvatske u BiH kako bi se obuhvatila područja gdje su bosanskih Hrvati većina”. Hag ističe da je Tuđman vodio dvojnu politiku: “u jednoj verziji se zalagao za poštovanje postojećih granica BiH jer je znao da je međunarodna zajednica protiv podjele BiH, dok se u drugoj zalagao za podjelu BiH između Hrvata i Srba”. Još 1981. Tuđman je pisao da je BIH “očito trebao ući u sastav hrvatske federalne jedinice’’, te je smatrao državnost Bosne “umjetnom”. Tuđman u svojim govorima spominje "prirodne granice" Hrvatske, te je zastupao ideju da Banovina Hrvatska iz 1939. najtočnije odražava te "prirodne granice", kada su cijela zapadna Hercegovina i Mostar, kao i bosanski okruzi u kojima su Hrvati imali očitu većinu, uključeni u Banovinu.
Kao dodatni dokazi ove politike, Hag navodi da su se Tuđman i Milošević sastali 1991. i razgovarali o podjeli Bosne. Britanski diplomat Paddy Ashdown svjedočio je da mu je sam Tuđman priznao da su se on i Milošević složili oko podijele BiH, i Tudman je Ashdownu nacrtao kartu BiH na kojoj je prikazana predložena linija podjele. Dalje, na sastanku Tuđmana s vodstvom BiH Hrvata 27. prosinca 1991., Tuđman je zagovarao plan razgraničenja Bosne između Hrvatske i Srbije, prema kojem bi “Hrvatskoj pripala područja koja ste vi obuhvatili u ovoj zajednici Herceg-Bosni i zajednici Hrvatske Posavine, i vjerojatno još zbog geopolitičkih razloga i Cazinska, Bihaćka krajina, da bi to bilo gotovo optimalno zadovoljenje hrvatskih nacionalnih interesa”, dok bi Tuđmanovim riječima, oko Sarajeva trebalo stvoriti “jednu državicu Bosnu”, koja bi bila “tampon onda između tog razgraničenja Hrvatske i Srbije.”
Tuđman je smijenio čelnike bosanskih Hrvata koji su se protivili takvoj podjeli Bosne. Nakon toga, bosanski ogranak HDZ-a preuzeo je organizacije bosanskih Hrvata. Prvo su preuzeli vladu, policiju i vojne objekte u svim bosanskim općinama gdje su mogli, a zatim i kontrolu nad svim aspektima svakodnevnog života, dok se sveukupna kontrola vršila iz Hrvatske.  6. svibnja 1992. predstavnici bosanskih Srba, Radovan Karadžić i Momčilo Krajišnik, te predstavnici bosanskih Hrvata, među kojima je bio Mate Boban, dodatno su se sastali u Grazu u vezi s podjelom BiH između Hrvata i Srba, prema granicama Banovine.

### Pritisak izbjeglica
U drugoj polovici 1992. Vojska Republike Srpske svoja je ofenzivna djelovanja na području srednje Bosne koncentrirala na grad Jajce. Srbima je Jajce bilo iznimno važno zbog dvije hidroelektrane preko kojih se električnom energijom napajalo područje Šipova i Mrkonjić-Grada. Jajce su od srpske opsade zajednički branile postrojbe HVO-a i Armije RBiH. Jedina prometna komunikacija s Travnikom odvijala se makadamskom cestom preko područja koje je bilo u neposrednoj blizini položaja VRS-a. Opskrba se vršila noću. Ujedno, cesta je poslužila i za evakuaciju izbjeglica iz Jajca. Krajem listopada VRS je krenuo u žestoki napad potpomognut ratnim zrakoplovstvom. HVO je 28. listopada organizirao evakuaciju civila i vojske. Kasnije im se pridružuje i Armija RBiH. Konačno, 29. studenog, VRS ulazi u Jajce. Posljedica pada Jajca je najveći pojedinačni egzodus stanovništva tijekom rata u BiH. Više od 30 000 izbjeglica, dijelom iz Bosanske Krajine, bilo je prisiljeno bježati makadamskom cestom preko Karaule do Travnika. Tijekom egzodusa izbjeglice su bile izložene granatiranju od strane VRS-a s položaja na Vlašiću. Zbog svojih karakteristika put je bio poznat kao "Vijetnamska cesta" što dovoljno govori o njezinoj fizionomiji.
U Travniku je došlo do razdvajanja izbjeglica. HVO i hrvatsko stanovništvo zaputili su se prema Tomislavgradu, gdje se jedan dio smjestio, a drugi dio produžio prema Hrvatskoj ili otišao u treće zemlje. Manja skupina Hrvata iz Jajca smjestila se na područje Viteza i Busovače u srednjoj Bosni. Oko 20 000 bošnjačkih izbjeglica smjestilo se u gradove srednje Bosne: Travnik, Novi Travnik, Vitez, Busovaču i Zenicu. Paralelno sa zbrinjavanjem izbjeglica iz Jajca i Bosanske krajine, u srednju Bosnu dolaze izbjeglice iz istočnog dijela BiH, odnosno s područja Podrinja, pretežito Bošnjaci.
Smjestivši se u srednju Bosnu, znatno su izmijenili etničku sliku u korist Bošnjaka, potencirajući dodatno bošnjačko-hrvatske prijepore. Izbjeglice koje su došle u ta područja velikim su dijelom bili vojno sposobni muškarci, a žene i djeca su uglavnom upućivani dalje u Hrvatsku. Na područjima Travnika, Bugojna, Zenice i Lašvanske doline nalazilo se oko 70.000 bošnjačkih izbjeglica. To je bošnjačkom predstavljalo ogroman problem zbog ograničenosti teritorija. 
Etničko čišćenje na spomenutim prostorima dovelo je do narušavanja demografske slike u srednjoj Bosni. S ovako velikim prilivom bošnjačkog stanovništva, poremećen je nacionalni sastav stanovništva. Prema popisu stanovništva iz 1991., u gotovo svim općinama srednje Bosne, Bošnjaci i Hrvati bili su najbrojniji narodi, s apsolutnom bošnjačkom većinom u Donjem i Gornjem Vakufu. Hrvati su imali apsolutnu većinu u Kreševu i Kiseljaku. Pored toga, veliki je problem bio ruralni karakter tih izbjeglica. Naime, većina njih je živjela na selima koja su najčešće bila homogena po nacionalnom sastavu i nije bila naviknuta na suživot s drugim nacionalnostima, za razliku od gradske raje u urbanim sredinama, a srednja Bosna je bila primjer nacionalne heterogenosti stanovništva.
Drugi je problem proizašao iz obostranih optužbi HVO-a i Armije RBiH za krivnju za pad Jajca. Armija RBiH je nakon pada Jajca dobila visoko motivirane borce, čiji se ratni elan od tada mogao upotrijebiti u potencijalnom okršaju s hrvatskom stranom. Za razliku od HVO-a, koji je imao vojne snage domobranskog tipa, odnosno defenzivnog karaktera, Armija RBiH je sada imala mogućnost uspostave manevarskih jedinica, koje bi vodile ofenzivne akcije. Zbog mnoštva izbjeglica, a samim time i vojno sposobnih muškaraca, potencijal u ljudstvu Armije RBiH u srednjoj Bosni naglo je porastao. Nastaje i problem zbrinjavanja velikog broja civila i njihova preživljavanja. Upravo se zbog toga stvaraju i prve zamisli o mogućnostima vojnog napada na Hrvate.

## Službeni početak sukoba
Sredinom listopada 1992. godine došlo je do tri incidenta koja su dovela do prvih ozbiljnijih vojnih sukoba u srednjoj Bosni. Prvi se dogodio u Novom Travniku 18. listopada, kada je došlo do sukoba između pripadnika HVO-a i ARBiH na benzinskoj crpki nedaleko stožera HVO-a. Sukob je izbio jer su Hrvati odbili dati gorivo pripadnicima ARBiH, nakon čega je izbila svađa koja je prerasla u fizički sukob u kojemu je ubijen jedan Bošnjak. Armija RBiH i HVO sukobljavali su se u samom Novom Travniku i u selima Šenkovići, Sinokos, Donje Pećine i Opara. Za borbi u tim selima, Armija RBiH napala je Stjepana Blaževića, zapovjednika HVO-a Jajce i Nikolu Bilića, predsjednika HVO-a Jajce.
U tim borbama poginulo je 15 vojnika HVO-a. Armija RBiH prvi put je upotrijebila teško topništvo protiv Hrvata. Bošnjaci su napali zapovjedništvo HVO-a u Novom Travniku i uništili Ratnu bolnicu HVO-a te zapalili su dvije zgrade u gradu, gdje su živjeli pretežno Hrvati. ARBiH je svim silama pokušava zauzeti benzinsku crpku, koja je u hrvatskom dijelu grada, a kada to nije uspjela, onda ju je zapalila. Grad je podijeljen. Gornji dio grada kontroliraju Bošnjaci, a donji (novi) dio grada Hrvati. Za tih borbi ranjeno je 16, a poginulo 12 vojnika HVO-a. Ranjeni Bošnjaci, njih 37, dovedeni su u bolnicu u Bugojno, a broj poginulih nije poznat. Ovaj lokalni okršaj najvjerojatnije se ne bi proširio da nije ubijen Ivica Stojak.
20. listopada 1992. godine na kontrolnom punktu Armije RBiH ispred "Medrese" u Travniku pripadnici Armije RBiH pucali su na zaustavljeno vozilo HVO-a. Ubili su Ivicu Stojaka, zapovjednika Travničke brigade HVO-a, a teško ranili Zvonku Gašu, načelnika HVO-a. Puščanu vatru otvorio je major Semir Terzić, zapovjednik 7. muslimanske brigade, a s njim su pucali i ostali njegovi vojnici.
Istoga dana u selu Ahmići kod Viteza pripadnici Armije RBiH zaustavili su pomoć hrvatskim braniteljima iz Kiseljaka u Jajce. Blokada je uklonjena dva dana poslije, nakon što je u okršaju s HVO-om poginuo jedan pripadnik Armije BiH, a nekoliko njih ranjeno. Stanje u HVO-u procjenjuju više nego ozbiljnim tako da predsjednik Herceg-Bosne, Mate Boban, dokumentom od 21. listopada 1992. nalaže djelomičnu javnu mobilizaciju na cijelom području Hrvatske zajednice Herceg-Bosne, osobito u središnjoj Bosni. Dana 23. listopada 1992. u blizini sela Dobrošin, općina Uskoplje, iz zasjede su ubijena četiri pripadnika HVO-a i onemogućen je prolaz snagama HVO-a iz Rame prema Jajcu. U tom sukobu bošnjačke snage bezuspješno pokušavaju ovladati prometnicom Bugojno - Uskoplje.
Sukob iz Uskoplja prenosi se na Ramu, gdje se 23. listopada 1992. vode borbe u samom gradu. Istovremeno su otpočeli napadi pripadnika Armije BiH na okolna sela, potpomognuti snagama iz Uskoplja i Jablanice. Velik broj civila bošnjačke nacionalnosti napustio je grad Prozor i smjestio se na područje susjedne općine Jablanica. Bošnjaci postavljaju uličnu barikadu kod zgrade stare pošte, nastaje pucnjava koja se rasplamsava u otvoreni sukob koji je potrajao više od pola dana i koji je, zahvaljujući spremnosti lokalnih postrojbi HVO-a, okončan teškim porazom bošnjačkih snaga. Nadnevak 23. listopada 1992., u hrvatskoj je historiografiji i javnosti prihvaćen kao početak bošnjačko-hrvatskog sukoba.
Navedeni lokalni sukobi, koji su označeni početkom sukoba, završeni su potpunim porazom lokalnih bošnjačkih snaga, koje su ipak postigle svoj glavni cilj – prekinuti pomoć Jajcu koje je trpilo najžešće udare srpskih snaga. HVO je 28. listopada organizirao evakuaciju civila i vojske. Poslije im se pridružuje i Armija RBiH. Konačno, 29. studenog, VRS ulazi u Jajce.

### Pokušaj pomirbe
Glavna je karakteristika svih tih okršaja to da ih nije inicirao državni ili vojni vrh nijedne strane, o čemu svjedoči i sam opseg i trajanje borbi. Jedina je iznimka postavljanje blokade kod Ahmića za koju se pouzdano zna da je postavljena po naređenju stožera 3. korpusa ARBiH. Svi navedeni događaji popraćeni su nizom drugih manjih incidenata, a situaciju su uz sve navedene čimbenike dodatno pogoršali mudžahedini, čija se prisutnost sve više osjećala. Iako je situacija na terenu nagovještavala samo najgore u bošnjačko-hrvatskim relacijama, na razini političkih vodstava nastojalo se, bar službeno, zaustaviti daljnje širenje sukoba te pridonijeti daljnjem unaprjeđivanju savezništva.
Predsjednik Izetbegović uputio je predsjedniku Tuđmanu pismo u kojem, prvi bez ikakivh činjenica, lažno optužuje hrvatsku stranu za sukobe, a najviše mu smeta postojanje Hrvatske zajednice Herceg-Bosne, koju naziva paradržavom. Njegovi navodi o potpunoj blokadi dostave oružja i humanitarne pomoći u najmanju su ruku nekorektni jer ga demantiraju dokumenti vlastite vojske. Tuđman ga je podsjetio koliki materijalni teret Hrvatska, i sama pogođena ratom, podnosi za Bosnu i Hercegovinu i zbrinjava pola milijuna njenih izbjeglica. Također ga je zamolio da ne pribjegava lako uočljivim trikovima, ne prebacuje krivnju na hrvatske medije, a osobito da zaustavi napade na Hrvate.
Alija Izetbegović i Franjo Tuđman sastali su se 1. studenog te zajednički osudili sve oružane sukobe i pozvali na njihov prestanak. Taj se sastanak iskazao produktivnim, bar privremeno, jer je doista i došlo do prekida vatre između HVO-a i ARBiH. Također dolazi do
intenziviranja pregovora između bošnjačke i hrvatske strane u BiH, a kao plod toga obje su se strane okvirno dogovorile o osnivanju zajedničkog stožera Armije RBiH i HVO-a, kao i o zajedničkim zapovjedništvima na lokalnoj razini, s ciljem sprječavanja daljnjih sukoba, kao i usklađivanja u obrambenom djelovanju protiv VRS-a. Ideju o zajedničkom stožeru HVO-a i Armije RBiH već je sredinom travnja 1992. iznio HVO, ali je Izetbegović to odbio, iako je hrvatska strana na tome i dalje inzistirala. Unatoč tome što su poduzeti neki koraci u zbližavanju dviju strana, to nije moglo jamčiti potpunu nekonfliktnost u bošnjačko-hrvatskim odnosima. U prvom redu zbog toga što su i sami pregovori i zbližavanje dviju strana u studenome 1992. više bili uvjetovani međunarodnim čimbenicima, tj. predstavljanjem novog plana za BiH, nego voljom bošnjačke strane za izgradnjom iskrenog savezništva s Hrvatima.

## Nastavak i jačanje sukoba

### Vance-Owenov plan
Nova nastojanja međunarodne zajednice za rješavanjem sukoba u bivšoj Jugoslaviji započeta su formiranjem Mirovne konferencije o bivšoj Jugoslaviji (MKBJ), a na prvom sastanku u Londonu 26. i 27. kolovoza 1992. kao supredsjedatelji Konferencije imenovani su britanski lord David Owen, kao predstavnik EZ-a, i Amerikanac Cyrus Vance, kao predstavnik UN-a.
Nakon mnogih sastanaka i konzultacija, supredsjedatelji lord David Owen i Cyrus Vance sazivaju plenarni sastanak o BiH 2. siječnja 1993. u Ženevi. Vance-Owenov mirovni plan predstavljao je paket od tri dijela. Sastojao se od ustavnih načela, vojnog dokumenta i zemljovida prema kojem je BiH podijeljena na 10 provincija (kantona). Prema jednom od načela, BiH je definirana kao decentralizirana država, sa slobodom kretanja po cijelom području. Prema zemljovidu, svaka strana je dobila po tri provincije. Grad Sarajevo je trebao dobiti poseban status otvorenog grada. Bošnjacima bi pripalo 27,9% teritorija iako su bili najbrojniji narod. Hrvatska strana je s 27,1% teritorija mogla biti najzadovoljnija jer je udio Hrvata u ukupnom stanovništvu BiH prema popisu iz 1991. iznosio 17,4%. Pritom bi se u danim provincijama okupilo oko 80% Hrvata iz BiH. Iako se u nacrtu dogovora eksplicitno ističe da nijedna od pokrajina neće moći imati ime koje se specifično poistovjećuje s jednom od glavnih etničkih grupa, te su pokrajine bile doživljavane kao nacionalne. Tako je hrvatska strana provincije Odžak (br. 3), Mostar (br. 10) i Travnik (br. 8), u kojima su 1991. Hrvati imali većinu, doživljavala kao svoje. Hrvatska je strana to smatrala jednom od svojih najvećih diplomatskih pobjeda.
Međutim, međunarodni diplomati travničku provinciju nisu doživljavali kao hrvatsku, nego kao bošnjačku. To je svjedočio i lord Owen, a njegova se tvrdnja pokazala istinitom s obzirom na priliv bošnjačkih izbjeglica u travničku provinciju, kojim je ona postala većinski bošnjačka. S druge strane, iako je plan išao u prilog bošnjačkom konceptu uređenja države, vrh Republike Bosne i Hercegovine ga je odbio, smatrajući da je riječ o podjeli zemlje u kojoj je hrvatska strana dobila teritorij koji zapravo pripada Bošnjacima. Izetbegović je u ime Bošnjaka prihvatio načela, ali je rekao da je zemljovid neprihvatljiv. Kasnije će tvrditi da zemljovid potvrđuje i ozakonjuje etničko čišćenje. Doista, Vance-Owenov plan je priznavao zločin koji su počinile srpske paravojne jedinice. Srpska je strana odbila plan jer bi dobila samo oko 42% teritorija BiH, s time da ga je prvo prihvatila pa naknadno odbila. Vance-Owenov plan su odbile de facto srpska i bošnjačka strana, a formalno su ga sve tri strane potpisale. Hrvatska strana, kojoj je optimalno odgovarao, pokušavala je primijeniti plan.

### Bošnjački ciljevi
Kada je potpisan Vance-Owenov plan, hrvatska strana je njime bila zadovoljna, smatrajući da je rat gotov. Početkom siječnja 1993. Glavni stožer HVO-a započinje s ispunjenjem obveza proizašlih iz mirovnog plana. Vršena je procjena potrebnog ljudstva za kontrolu dostignutih linija i zatražena dostava zapisnika o minskim poljima. Ministar obrane BiH, Božo Rajić, izdaje zapovijed kojom se postrojbe HVO-a podčinjavaju Armiji RBiH u provincijama koje trebaju pripasti bošnjačkoj strani. Isto je vrijedilo za Armiju RBiH, koja se podčinjava HVO-u u hrvatskim provincijama.
Paralelno s nastojanjima HVO-a za primjenom Vance-Owenog plana i završetkom rata, Armija BiH podiže borbenu spremnost, o čemu svjedoči i zapovijed Zapovjedništva 4. korpusa ARBiH od 6. siječnja 1993. godine, u kojoj se također napominje da gdje god je to moguće treba ofenzivno djelovati jer je svaki vojnički uspjeh velik doprinos vojnoj i političkoj pobjedi nad agresorom. Zbog toga je bilo i za očekivati da bošnjačko vodstvo na zapovijed ministra Rajića neće reagirati blagonaklono, što se potvrdilo četiri dana nakon objave sporne zapovijedi, kada je Predsjedništvo RBiH objavilo odluku kojom se ona proglašava nevažećom.
Time se dalo do znanja da od praktične provedbe Vance-Owenog plana neće biti ništa te da se Armija neće povući s područja u kojima je vojno i demografski superiorna. Naprotiv, Armija RBiH je upravo tada krenula u prvi korak realizacije svojeg plana čišćenja srednje Bosne, neovisno o Vance-Owenom planu, kao i o odluci ministra obrane. Godinu dana nakon početka bošnjačko-hrvatskog sukoba u srednjoj Bosni, zapovjednik Armije RBiH, general Rasim Delić, reći će: "HVO je eliminisan s područja Jablanice, Konjica, Fojnice, Kaknja, Zenice, Travnika i Bugojna. Znači, kompletna jedna pokrajina po Vens-Ovenovom planu s centrom u Travniku".
Izbjeglice iz Jajca, posebno vojno sposobni muškarci, bili su motivirani za osvetu protiv Srba, a istovremeno spremni krenuti i u okršaj s hrvatskom stranom. U kombinaciji s novopridošlim mudžahedinima, činit će okosnicu ofenzivnih djelovanja Armije RBiH u srednjoj Bosni. Istog dana kada je prekinuta MKBJ u Ženevi, 13. siječnja 1993., Armija RBiH je izvela probni napad na Uskoplje, s namjerom da prometno odsječe OZ SB HVO-a od ostalog teritorija pod kontrolom HVO-a. Tijekom siječnja, sukob će se proširiti na područje Lašvanske doline. Ovakav napad je morao biti prethodno planiran.
Za izradu i pripremu ofenzive tolikog opsega potrebno bi bilo najmanje dva mjeseca, što
zapravo upućuje na to da je izrada takvog plana najkasnije započela nakon pada Jajca, krajem listopada 1992., a u tom smislu posebno je indikativan preraspored brigada Armije BiH prema položajima HVO-a u prosincu 1992. godine. Postoji vremenska i uzročna povezanost masovnog priliva bošnjačkih izbjeglica u srednju Bosnu nakon pada Jajca i izbijanja bošnjačko-hrvatskog sukoba. Stoga se može smatrati da je sukob planiran nakon pada Jajca i da je krah MKBJ-a u Ženevi bio samo povod za realiziranje tog plana, odnosno strategijske ofenzive Armije BiH, čiji su ciljevi bili:
1. Preuzeti kontrolu nad komunikacijskim pravcima sjever – jug kroz srednjobosanske enklave Hrvata te tako povezati snage Armije BiH sjeverno od doline Lašve, Kozice i Lepenice sa snagama na jugu, kako bi Bošnjaci osigurali komunikacijski pravac prema vanjskom svijetu.
2. Preuzeti kontrolu nad vojnoindustrijskim pogonima u srednjoj Bosni - nad tvornicom eksploziva SPS u Vitezu te tvornicama u Travniku, Novom Travniku i u okolici: pored ostalog, nad tvornicama u Bugojnu, Gornjem Vakufu-Uskoplju, Prozoru-Rami, Jablanici, Konjicu i Hadžićima - kako bi se Armija RBiH naoružala za rat protiv Srba.
3. Opkoliti enklavu Hrvata u srednjoj Bosni i podijeliti je na manje dijelove, koje će zatim lakše pojedinačno likvidirati te tako očistiti Hrvate iz srednje Bosne i osigurati prostor za smještaj bošnjačkih izbjeglica koje su Srbi protjerali s drugih područja.

Postignuće zadnjeg cilja omogućilo bi političku kontrolu nad spomenutim područjem i poslužio kao argument za reviziju Vance-Owenova plana ili budućih planova na MKBJ u Ženevi. Plan i strategija djelovanja Armije RBiH mogla je biti razrađena samo u Glavnom stožeru Armije RBiH pod rukovodstvom njegova načelnika, Sefera Halilovića, u Sarajevu, a kasnije i u Zenici, u zapovjedništvu 3. korpusa ARBiH. Poslije, izbijanjem totalnog bošnjačko-hrvatskog rata, zacrtan je i posljednji cilj:
1. Preko Bugojna i Mostara prodrijeti dolinom Neretve prema Neumu ili Pločama, kako bi Bošnjaci dobili izlaz na Jadransko more.

### Prva ofenziva
Prema planu Sefera Halilovića, prvi pokušaj velikog etničkog čišćenja Hrvata iz središnje Bosne i naseljavanja raseljenih Bošnjaka iz drugih dijelova Bosne i Hercegovine započeo je početkom 1993. Cilj im je bio ispresijecati hrvatska područja, tj. odsjeći Lepeničku dolinu od Lašvanske doline i spojiti 3. korpus Armije RBiH, sa sjedištem u Zenici, s 4. korpusom, na području Konjica i Jablanice. Ovaj prvi veći napad na Lašvansku dolinu poslužio je kao proba za ispitivanje obrambene spremnosti HVO-a na ovim prostorima, a odvijao se u pozadini operacije Maslenica, koja je potpuno ispunila hrvatske medije i tako skrenula pažnju hrvatske javnosti s rata u BiH.
U siječnju 1993. u općini Gornji Vakuf-Uskoplje pripadnici Armije RBiH ubili su tri civila. U Kaćunima, općina Busovača, iz zasjede su smrtno stradala četiri vojnika HVO-a, u Dusini, općina Zenica, pobijeno je 10 civila, što je prvi masovni zločin u bošnjačko-hrvatskom sukobu. U Gustom Grabu, općina Busovača, ubijeno je i masakrirano pet civila u dobi između 70 i 80 godina života.
Za ovladanje srednjobosanskog područja od iznimne je važnosti Gornji Vakuf-Uskoplje. Zbog toga je taj grad u siječanskoj ofenzivi Armije RBiH bio i prvi na udaru, a stanje uoči napada bilo je izrazito nepovoljno. Pet minuta iza ponoći, 10. siječnja, u Uskoplju je eksplodirala bomba ispred hotela u kojem je bila smještena bošnjačka Služba javne sigurnosti. Nakon eksplozije, uslijedila je pljačka hrvatskih gospodarskih objekata. Za eksploziju su Bošnjaci optužili hrvatsku stranu, dok su Hrvati eksploziju smatrali smišljenom diverzijom i planiranom provokacijom. Armija RBiH postavlja punktove na komunikaciji Novi Travnik - Bugojno - Uskoplje i zabranjuje prometovanje istom. Napadu je 10. siječnja prethodilo i protjerivanje stotinjak Hrvata iz bošnjačkog dijela grada. Kako su se borbe nastavile, Armija RBiH je uspjela osvojiti okolne uzvisine, dok su se u samom gradu 11. i 12. siječnja vodile žestoke borbe. Međutim, HVO je uspio odbaciti napad i posredstvom UNPROFOR-a 13. siječnja isposlovao je prekid borbi. Iako je dogovoren prekid vatre, nastavljalo se s međusobnom razmjenom topničkih udara te su komunikacije i dalje bile blokirane.
Tijekom borbi ARBiH je ubila 13 civila i 8 zarobljenih vojnika HVO-a, a selu Bistrica ubijena su tri hrvatska civila. Cilj napada je bio dvostruk: presijecanje puta prema Novom Travniku na sjever i Prozoru-Rami na jugoistok, kako bi se "zatvorila" srednja Bosna i, ako se ukažu mogućnosti, krenulo u spajanje sa snagama ARBiH u dolini Neretve. Dana 12. siječnja podmukao, neočekivan napad ARBiH unio je prvu pomutnju u redove HVO-a, ali već 17. siječnja u Krupi bošnjačke su snage predale oružje HVO-u. Isto to čine 18. i 19. siječnja u Ždrimcima nakon što je HVO ovladao Hrasnicom i relejem na brdu Strmica, dobro utvrđenim, jednim od najjačih uporišta bošnjačkih snaga, šest mjeseci pripremanim rovovima. Sastanak predstavnika HVO-a i ARBiH, na kojemu je dogovoreno zadržavanje dostignutih crta, otvaranje vatre u slučaju napada druge strane te neutraliziranje svakog pokreta vatrom, održan je 21. siječnja.
Kada je izbio sukob u Gornjem Vakufu-Uskoplju, obavještajci Operativne zone Srednja Bosna HVO-a, smatrali su da je posrijedi lokalna akcija. Poslije je postalo jasno da je Armija RBiH namjeravala odsjeći srednju Bosnu od Hercegovine i navesti HVO na neku ofenzivnu akciju kako bi održala svoje komunikacijske pravce, što bi se moglo protumačiti kao casus beli i dokaz izdaje od Hrvata. Očigledno po dobro pripremljenom scenariju, jednako iznenađujuće, Armija RBiH 19. siječnja otvara novi front prema Kaćunima između Busovače i Kiseljaka i svi dogovori kod Uskoplja su s bošnjačke snage obična farsa jer ovdje moraju zapriječiti svaki prolaz prema Novom Travniku i dalje u unutrašnjost.
Bošnjaci u siječnju 1993. preuzimaju vlast u svim gradskim institucijama u Bugojnu. Hrvati su isključeni iz upravljanja općinom, ali HVO još djeluje. U siječnju je počela i podjela vojnih snaga, a bošnjačka je strana 17. siječnja 1993. napustila sve obrambene položaje prema srpskom agresoru i prepustila obranu isključivo HVO-u. Ubrzo, Bošnjaci poručuju Hrvatima da ne mogu odgovarati za ono sto će se dogoditi. Bilo je to vrijeme kada se dijalog još mogao uspostaviti i tako smiriti duhove. Poslije toga, napetosti rastu, događaju se mnoga još uvijek nerazjašnjena umorstva hrvatskih civila, hrvatski je puk preplašen, njegova imovina se bezobzirno otima i pljačka.
Naselje Kaćuni bilo je najslabija karika u hrvatskoj obrani, a ovdje je i raskrižje putova, onog regionalnog Busovača – Kiseljak s lokalnima, koji su se kroz Kaćune protezali na istok kroz Mihaljeviće, Kondžilo i Brezovik do Visokog, kao i Podbare - Sebje - Donja Papratnica - Kakanj, zatim na sjever Mihaljevići - Dusina - Lašva - Zenica i na kraju preko Mehurića, Rizvića na jug prema Fojnici. Malobrojne snage HVO-a ne uspijevaju zaustaviti snažan, koordiniran udarac na Kaćune, započet 19. siječnja, i povlače se prema naselju Polje, koje odolijeva svim napadima. Procjene Vojnoobavještajne službe HVO-a govore da je Armija RBiH u napadu na Kaćune, a kasnije i na Busovaču i Kiseljak, angažirala oko 12.000 vojnika, što najrječitije govori o bošnjačkim planovima.
U samoj Busovači, Bošnjaci su, neposredno prije napada na grad, zaredali s brojnim incidentima, uključujući i one u kojima su Hrvatima oduzimali oružje i hapsili ih. Armija RBiH pokušala je 22. siječnja uhititi i Ignjaca Koštromana, generalnog tajnika Herceg-Bosne i HDZ-a BiH, a Bošnjaci dva dana potom podižu barikade. Neposredno prije napada 25. siječnja, bošnjačke žene i djeca iz Busovače iznenada bježe iz grada, najviše prema Zenici. Napad Armije RBiH na područje Busovače započeo je u popodnevnim satima 24. siječnja, iz pravca Kaćuna. Sljedećeg dana, nakon pregrupiranja, ARBiH je osvojila Bilalovac te je uslijedilo čišćenje sela oko Kaćuna, Nezirovića, Oselišta, Gustog Graba i Donjeg Polja. U čišćenju Gustog Graba ubijeno je sedam civila, hladnim i vatrenim oružjem. Sjeverno od Kaćuna Armija RBiH je uspostavila liniju, zauzevši sela Lašvu i Dusinu. U selu Dusina počinjen je prvi masovni ratni zločin u bošnjačko-hrvatskom sukobu. Ubijeno je deset civila, uključujući lokalnog zapovjednika HVO-a, kome je izvađeno srce.
Snage Armije RBiH izvele su snažan napad u ranim jutarnjim satima 25. siječnja. Grad je branilo oko šesto do sedamsto vojnika 1. i 2. bojne brigade "Nikola Šubić Zrinski". Brigada dotad nije sudjelovala u borbama, jer je bila osnovana tek 19. prosinca 1992., ali su vojnici uspjeli brzo zauzeti obrambene položaje oko grada i zaustaviti napredovanje pješaštva Armije RBiH. Iz prostora stvorenog kod Kaćuna, 25. i 26. siječnja napadnuta su i očišćena hrvatska sela na istoku općine. Istovremeno, Armija RBiH otvara i treći pravac napada preko planinskog masiva Hum – Kula, koji sa sjevera također vodi u područje Busovače. Upravo na tom pravcu izvedeni su najžešći napadi, ali i pretrpljeni najveći bošnjački gubici.
Drugi cilj napada Armije BiH tih dana bilo je zauzimanje raskrižja kod Fojnice, u blizini sela Gomionice, na dionici ceste između Busovače i Kiseljaka. Bošnjački oružani napad na području Kiseljaka počeo je 25. siječnja, oko šest sati, kada je otvorena nasumična raketna i topovska paljba. Kako nisu unaprijed bili pripremljeni, branitelji HVO-a zauzimali su obrambene položaje gdje su god mogli. Bošnjačke snage, uključujući i snage vojne policije, napadale su na pravcu sjeveroistok - jugoistok preko ceste Busovača - Kiseljak, ali su ih zaustavile dvije bojne brigade "Ban Jelačić" HVO-a Kiseljak, uz potporu jedne satnije 4. bojne vojne policije HVO-a. Tijekom cjelodnevnih borbi, koje su stale tek oko sedam ili osam sati uvečer, bilo je mnogo ranjenih. Tijekom noći snage HVO-a sredile su i osnažile svoje redove i 27. siječnja izvele protunapad, ukopavajući se na novim položajima toga dana uvečer. Nakon petodnevnih borbi, dogovoren je i potpisan prekid vatre. Bošnjački napadači tako nisu uspjeli ostvariti svoj glavni cilj, osvajanje fojničkog raskrižja, ali su ovladali selima sjeveroistočno od ceste, Svinjarevom, Behrićima i Gomionicom, gdje su uspostavili svoj stožer.
Hrvatski predsjednik Franjo Tuđman uputio je 27. siječnja pismo predsjedniku Predsjedništva Aliji Izetbegoviću u kojemu osuđuje agresiju na srednjobosanske Hrvate. Životno važna cesta Busovača - Kiseljak presječena je kod Kaćuna, što je stvorilo dvije enklave, jednu u dolini Lašve (Travnik, Novi Travnik, Vitez, Busovača), a drugu u dolini Lepenice (Kiseljak, Kreševo, Fojnica). Južni kraj životno važnog komunikacijskog pravca Novi Travnik - Uskoplje trpio je napade. Nakon višednevnih borbi, 30. siječnja u Staroj Biloj potpisano je primirje između HVO-a i Armije RBiH u srednjoj Bosni. Dogovoren je prekid vatre, koji je stupio na snagu 31. siječnja 1993. Iako je napetost između Hrvata i Bošnjaka u srednjoj Bosni bila velika, napad Armije BiH u siječnju 1993. iznenadio je HVO u Busovači i Kiseljaku. Armija BiH je uspjela zauzeti nebranjene planinske kote, čime je stekla taktičku prednost u kasnijim sukobima.

### Privremeno primirje
Prekid sukoba, potpisan 27. siječnja 1993. u Ženevi između Mate Bobana i Alije Izetbegovića, stoga nije imao nikakvu težinu jer u prvom redu nije bio poštovan te nije mogao garantirati odustajanje od bošnjačkih namjera. Sljedeća dva mjeseca protekla su relativno mirno, bez značajnijih sukoba usrednjoj Bosni. Pozornost javnosti, usmjerena je na opkoljene gradove Sarajevo i Srebrenicu. Posredništvom zapovjednika UNPROFOR-a, generala Phillipa Morillona, na sastanku u Novoj Biloj 1. veljače organiziran je sastanak zapovjednika HVO-a OZ SB, pukovnika Tihomira Blaškića i zapovjednika 3. korupsa ARBiH, pukovnika Envera Hadžihasanovića. Tema sastanka bila je primjena dogovorenog prekida vatre i deblokada cestovnih komunikacija. Dogovorene su zajedničke komisije za obilazak terena i razmjenu zarobljenika. Prethodno je Blaškić uputio niz kritika UNPROFOR-u zbog ponašanja tijekom borbi te prijevoza pripadnika ARBiH i mudžahedina u vozilima Crvenog križa na izvršavanje borbenih zadaća.
Siječanjskom agresijom na srednju Bosnu, zapovjedništvu Operativne zone Srednja Bosna HVO-a postalo je jasno koliko su ugrožene hrvatske pozicije te da se valja što je moguće bolje pripremiti za nadolazeće bošnjačke napade. Tihomir Blaškić, zapovjednik OZSB, kroz veljaču je započeo s nizom priprema kojima bi poboljšao defenzivnu spremnost HVO-a. Te su pripreme obuhvaćale pojačavanje sigurnosnih mjera, reorganizaciju logističkog sustava, uvođenje dodatne obuke, pripremu obrambenih utvrda, raspodjelu humanitarne pomoći hrvatskome stanovništvu, kao i niz drugih mjera.
Na razini političkog vodstva, hrvatska je strana bila svjesna svoje vojne inferiornosti naspram snaga Armije RBiH u srednjoj Bosni. Zbog toga je hrvatsko vodstvo u BiH ublažilo svoje političke stavove, što se odmah očitovalo u ožujku 1993., kada je sporne provincije Vance-Owenovog plana bilo spremno prihvatiti kao zajedničke, a ne kao nacionalne jedinice. Naravno, prilagođavanje političkih stavova prema bošnjačkom konceptu nije jamčilo nikakvu sigurnost, jer su se incidenti i dalje nizali, a s muslimanske strane je došlo i do ozbiljnijih kršenja primirja. Tako je razdoblje uoči travanjske ofenzive ARBiH obilježeno nizom većih i manjih incidenata, koji su nagovijestili daljnju eskalaciju sukoba. U tom periodu su se dogodila razna uhićenja i ubojstva pripadnika HVO-a i hrvatskih civila.
Dana 8. veljače u Nadiocima, općina Vitez, Armija RBiH vrši nasilje i svirepo ubija tri, a 7. i 22. veljače u Bojski, općina Uskoplje, četiri hrvatska civila. U ožujku 1993. još nema izravnih ratnih sukoba HVO-a i Armije RBiH na području Travnika, ali su u Gučoj Gori iz zasjede ubijena dva vojnika HVO-a. U konjičkom su kraju, u Gostovićima, postrojbe Armije RBiH 23. ožujka ubile četiri uhićena vojnika HVO-a, a u Orlištu četiri civila između 70 i 80 godina života. Na području Konjica sukob je započeo 23. ožujka 1993., kada su pripadnici Armije RBiH u ranim jutarnjim satima blokirali sve ulaze u grad Konjic. Tada je pripadnicima Armije RBiH od njihovih nadređenih naređeno da sve Hrvate u konjičkoj općini razoružaju, a ako Hrvati odbiju predati oružje, da ih ubiju. Na području prijevoja Ivan-sedlo (najviša točka na cesti između Konjica i Sarajeva) pripadnici Armije RBiH bezrazložno su uhitili oko 20 pripadnika HVO-a, koji se od tada vode kao nestali.
Sredinom ožujka dolazi i do najozbiljnijeg kršenja primirja; naime, tada su snage Prve operativne grupe 4. korpusa Armije RBiH krenule u napad prema Fojnici, s ciljem zauzimanja nekoliko sela u dolini Neretvice, kako bi se spojile snage 3. i 4. korpusa. Napadom ipak nije postignut glavni cilj, jer su snage HVO-a uspjele zaustaviti Armije BiH nadomak Fojnice. Takvih agresivnih akcija HVO-a u tom periodu nije bilo; s hrvatske je strane primirje poštovano. Iznimka su jedino nekoliko manjih incidenata, ponajprije djelovanje kriminalnih bandi, uključujući i nekolicinu pripadnika Vojne polcije HVO-a. Međutim, sve je to bilo neusporedivo s djelovanjem mudžahedina.

## Druga ofenziva, totalni rat
Početkom travnja 1993. pokrenuta je nova ofenziva, kojoj je cilj bio potpuno zauzeti hrvatske enklave u središnjoj Bosni, protjerati Hrvate i naseliti bošnjačke izbjeglice. Tu drugu ofenzivu organizirao je Sefer Halilović, zapovjednik Glavnog stožera Armije RBiH, i ona se protegla na više mjeseci. Uspjehom te ofenzive Bošnjaci bi zauzeli tvornicu eksploziva SPS u Vitezu, te tvornice u Travniku, Novom Travniku i okolici (u Bugojnu, Gornjem Vakufu-Uskoplju, Prozoru-Rami, Jablanici, Konjicu i Hadžićima). Najjači napadi Armije RBiH na HVO dogodili su se 16. travnja 1993., kada je cjelokupna svjetska javnost zaokupljena Srebrenicom, čijim zauzimanjem prijeti VRS. Toga dana, Vijeće sigurnosti UN-a proglasilo je Srebrenicu, Sarajevo, Bihać, Tuzlu, Goražde i Žepu zaštićenim zonama.
Nagovještaj otvorenih sukoba između Bošnjaka i Hrvata u Jablanici bio je događaj 13. travnja 1993. godine. Tada je zatvoren kontrolni punkt Armija BiH u Jablanici: Hrvati nisu mogli ni ući ni izaći iz grada. Prvi oružani sukob između postrojbi Armije BiH i HVO-a planuo je 16. travnja 1993. u neposrednoj blizini Jablanice. Tada su Bošnjaci uhitili oko 400 Hrvata i smjestili ih u "otvoreni logor". Hrvati zauzimaju Soviće, a Bošnjake smještaju u jedan zaselak tog sela; nitko nije maltretiran. Dok su vojnici HVO-a 19. travnja 1993. pretresali bošnjačke kuće, jedan je pripadnik lokalne postrojbe Armije RBiH ubio dvojicu vojnika HVO-a. Tada je došlo do žestokog oružanog sukoba. HVO-ovi vojnici spalili su sve bošnjačke kuće u Sovićima i Doljanima, kao i dvije džamije. Civilno bošnjačko stanovništvo seli se na područje općine Uskoplje i u Jablanicu, a zarobljeni vojnici Armije RBiH su u zatvoru.
Istog dana bošnjačke vlasti Jablanice uhićuju prvu skupinu Hrvata i zatvaraju ih u Muzej u Jablanici. Hrvati koji su ostali pod vlašću Bošnjaka izvrgnuti su velikoj torturi. Svima su isključeni telefoni, pretresaju se njihovi stanovi, oduzima im se pokretna imovina, u njihove stanove useljavaju se Bošnjaci izbjeglice. Za Hrvate se formiraju dva logora na području općine Jablanica, jedan u gradu, u Muzeju, a drugi u selu Ostrošcu. U Ostrošcu su zatvarani hrvatski civili iz Konjica i Jablanice. Operacijama u Konjicu dovršen je plan potpunog izoliranja HVO-a u male, vojnički teško obranjive džepove i stavljanje pod kontrolu svih komunikacija kojima bi mogla doći pomoć. To će rezultirati etničkim čišćenjem hrvatskih sela u dolini Neretvice. U travnju i svibnju 1993. godine Hrvati su potpuno eliminirani u jablaničkim selima Donja Jablanica, Krakovo, Žuglići, Šabančići, a nešto kasnije i u Ostrošcu.
Početkom i sredinom travnja 1993. godine u cijeloj Lašvanskoj dolini sukobi između HVO-a i Armije RBiH postaju sve češći i oštriji. U travnju su napetosti na vrhuncu na području Travnika. Vojnici Armije RBiH po gradu pale zastave Herceg-Bosne i nakon tog incidenta postrojbe travničkoga HVO-a napuštaju grad. U nastalom ratnom sukobu paravojne i vojne postrojbe Armije RBiH počinile su ratne zločine nad 143 Hrvata, od toga nad petero djece, 88 civila i 50 zarobljenih vojnika HVO-a. Početkom travnja 1993. godine bošnjačke postrojbe vrše opći progon Hrvata. Tada je u tvrđavu na starome gradu zatočeno 70 Hrvata. Sredinom travnja 1993. godine u sukobima na području Novog Travnika poginulo je devet, teško ranjeno također devet vojnika HVO-a, a lakše 41. Potpuno su uništene i izgorjele tri stambene zgrade, među njima i ona zapovjedništva općinskog stožera HVO-a, centra veza i oprema radija. Armija RBiH 13. travnja 1992. kidnapirala je tri hrvatska časnika i vozača brigade HVO-a "Stjepan Tomašević". To je dodatno zaoštrilo odnose između HVO-a i Armije RBiH. Uznemirenost građana i strah povećavaju se napadima Armije RBiH na Vitez i Busovaču, jer bošnjačka politika najavljuje rat do potpunog sloma hrvatskih vojnih snaga u dolini Lašve i njeno osvajanje.
Na području Zenice, sukobi između Bošnjaka i Hrvata počinju u prvoj polovici travnja 1993. godine. Postrojba zeničkog HOS-a, pod zapovjedništvom Mladena Holmana, do tada u sastavu ARBiH, prešla u sastav zeničkog HVO-a. U Podbriježu, 15. travnja 1993., postrojba Armije RBiH napala je vozilo marke Audi 80, registarske oznake HVO-ZE-1-00. Vozilo je pripadalo Živku Totiću, zapovjedniku brigade HVO-a koji je ranjen i otet, a četvorica pratilaca su ubijena. U njih je ispaljeno oko 500 metaka iz neposredne blizine. Nakon otmice zapovjednika zeničke brigade HVO-a, vojna se situacija u Lašvanskoj dolini značajno pogoršala. Obavještajni podatci HVO-a upućivali su na gomilanje snaga Armije RBiH iz pravca Zenice oko cijele enklave, koja je bila najtanja upravo kod sela Ahmići pa je tu prijetila najveća opasnost od presijecanja enklave. Jedna i druga strana su se pripremile za obračun.
Zapovjednik Tihomir Blaškić je kasno navečer, 15. travnja, izdao zapovijed za napad sljedeće jutro na susjedna sela iz kojih se ugrožava sigurnost hrvatskih mjesta. Zapovjedništvo 3. korpusa Armije RBiH odmah izdaje zapovijed za napad duž cijele linije sukoba, od Konjica, Jablanice, Viteza, Prozora do Busovače. U okviru ovoga planirano je i presijecanje ceste između Viteza i Busovače smjerom Ahmića zbog čega su Ahmići imali vrlo veliku taktičku vrijednost za obje strane.
Napad postrojbi Armije RBiH na Busovaču dogodio se 16. travnja 1993. godine, prvenstveno topničkim i minobacačkim napadima, u sljedeća četiri dana. Oko 5.000 vojnika raznih postrojbi Armije RBiH krenulo je iz pravca Zenice, Visokog, Kaknja i Fojnice na Busovaču. U jutarnjim satima, 16. travnja, vode se borbe, koje se proširuju, napadom Armije RBiH na brdo Kuber, koje je bilo ključno za obranu HVO-a na području Busovače i Viteza. Sljedeći dan, 17. travnja, ekstremni dijelovi Armije RBiH, prije svega 7. muslimanska brigada, oko 5:30 sati, uz topničku podršku, napada HVO na području Kuća, Putiša i Jelinaka, odnosno na području Kubera. Odlučnom akcijom HVO-a, zauzeti su položaji na brdu Kuberu. U gradu Busovači, 17. travnja, oglašena je opća uzbuna, zbog minobacačkih napada Armije RBiH. Teške borbe, vode se 18. travnja, ali bez promjena u linijama sukoba. HVO je uspješno obranio sve napade.
Glavni sukob između HVO-a i Armije RBiH na području Viteza dogodio se 16. travnja 1993. godine. Velike snage Armije RBiH napale su Vitez i Busovaču. Iz svega raspoloživog oružja postrojbe Armije RBiH, u rano jutro 16. travnja 1993. godine, napale su uže gradsko područje Viteza. Granatama su pogođene i zgrada zapovjedništva Operativne zone Srednje Bosne HVO-a, zgrada općine, pošte i mnoge stambene zgrade. U gradu se vode ulične borbe, a transporter britanskih pripadnika UNPROFOR-a oko devet sati upada u dvorište crkve Sv. Jurja Mučenika i gađa hrvatske kuće. Taj svoj potez UNPROFOR je obrazložio tako što je tvrdio da su u crkvi zatočeni Bošnjaci, a njih navodno strijeljaju vojnici HVO-a. UNPROFOR je tog dana u Vitezu otvoreno stao na stranu Armije RBiH, koja je napala grad, no unatoč tome HVO je uspio obraniti grad i zadržati ga pod svojom kontrolom. Pristranost UNPROFOR-a očituje se i u tome što je odbio prevoziti ranjene vojnike HVO-a u bolnicu.
U ranu zoru, 16. travnja 1993. godine, Anti-teroristička bojna Vojne Policije HVO-a, "Jokeri", tijekom borbi za deblokadu puta Vitez-Busovača, je ušla u selo Ahmići, općina Vitez. U selu nije bilo vojnih postrojbi nego su se u selu nalazili uglavnom civili (vidi Pokolj u Ahmićima 16. travnja 1993.). Hrvatskom stanovništvu je rečeno da na svojim domovima istaknu hrvatske zastave, a sve ceste prema Ahmićima su blokirane. Postrojbe HVO-a su počinile težak zločin, ubivši 120 bošnjačkih civila u Ahmićima. Pripadnici postrojbe Jokeri prouzročili su veliku materijalnu štetu na dvije seoske džamije. Istoga dana, dogodilo se stravično stradavanje Hrvata u konjičkom selu Trusina (vidi Pokolj nad Hrvatima u selu Trusina). Većina u tom selu su bili Hrvati. Postrojbe Armije RBiH potpomognute Bošnjacima iz okolnih sela ušle su u selo i mučki pobile 27 Hrvata. Preživjeli Hrvati iz sela su protjerani u selo Kostajnica. Imovina Hrvata je popaljena i popljačkana. Ovaj zločin nije doživio medijsko pokriće, a do danas nije procesuiran.
Sukobi između Armije RBiH i HVO-a na području Zenice eskaliraju 17. i 18. travnja 1993. Postrojbe Armije napale su cjelokupni prostor općine Zenica koji nastanjuju Hrvati: Podbriježe, Stranjane, Janjac, Brod, Konjeviće, Šušanj, Crkvice, Perin Han, Raspotočje, Gornju Zenicu, Drivuše, Grm i Zalje. Hrvatsko pučanstvo je u zbjegu. Samo u selo Čajdraš pribjeglo je oko 3000 ljudi. Pripadnici zeničkog HVO-a i hrvatsko pučanstvo su u jakom okruženju. Minobacačima je oštećena grobljanska kapela u Podbrježu, pljačkaju se i pale hrvatske kuće, napadnut je i Hrvatski dom u Zenici. Zenički HVO odlučuje predati se, da ne stradaju civili, a i radi odnosa snaga koji su bili 1:8 ili čak 1:10 u korist snaga Armije RBiH. Tijekom općeg divljanja, pljačkanja i paljenja hrvatske imovine na području grada Zenice, pripadnici Armije RBiH, tijekom druge polovice travnja 1993., ubili su 36 zeničkih Hrvata.
Rani jutarnji sati 17. travnja 1993. godine bili su kobni za Hrvate, stanovnike sela Kuber (selo) i Putiš, općina Busovača (vidi Pokolj u Putišu). Počeo je topničko-pješački napad na Busovaču, a otpor vojnika HVO-a bio je odlučan. No, u dva sela, Putišu i Kuberu, u kojima je živjelo nacionalno i konfesionalno miješano stanovništvo, vojnici Armije BiH masakrirali su 60 hrvatskih civila. Postrojbe Armije BiH, 18. travnja 1993. godine, počinile su ratni zločin nad Hrvatima nastanjenim u selu Šušanj, općina Zenica (vidi Pokolji u Šušnju). Tog dana počeo je sukob između Bošnjaka i Hrvata na području Zenice, a pripadnici Armije RBiH u selu Šušnju su ubili 30 Hrvata, a ostali Hrvati iz tog sela su protjerani. U sredini travnja 1993. godine, nakon progona Hrvata iz Zenice, u Željeznom Polju, općina Žepče Armija BiH je strijeljala trideset Hrvata zarobljenih na području općine Zenice, a koji su prije toga prisilno kopali rovove za potrebe Armije RBiH (vidi Pokolj u Željeznom Polju). Vojne vlasti Armije RBiH prisilno mobiliziraju Hrvate sposobne za vojsku u svoje redove da bi se s puškom u ruci borili protiv svojih sunarodnjaka. Hrvati odbijaju pa su zatvarani i suđeni na zatvorske kazne. Uz onih trideset strijeljanih, šest Hrvata je obješeno pod optužbom "pobune protiv države i Armije RBiH".
U veljači i sljedećim mjesecima 1993. godine postrojbe Armije RBiH napadaju mjesta u kiseljačkoj općini, zastrašuju hrvatsko pučanstvo. Bošnjaci pljačkaju hrvatsku imovinu i pale kuće, a to dodatno potiče iseljavanje hrvatskog pučanstva.  18. travnja oko šest sati ujutro, snage Armije RBiH, s područja Gomionice i Svinjareva, napadno su djelovale na cestu Busovača – Kiseljak. Prva topovska granata Armije RBiH pada na grad Kiseljak, sedam civila je poginulo, a počinjena je velika materijalna šteta. Topništvo Armije RBiH gađalo je župnu crkvu u Kiseljaku, zgradu pošte i općine. HVO je zaustavio napad oko 10 sati, dok su istovremeno razoružana bošnjačka sela Jehovac, Gromiljak, Malava i Palež. Zatim je sukob proširen na Rotilj, Višnjicu, Brestovsko i Herceze, dok je HVO izgubio položaje kod Zavrtaljke, a kod Gomionice je došlo do zastoja na obje strane. Žestoke borbe su nastavljene, sve do 21. travnja, kada je HVO potisnuo snage Armije RBiH. U četverodnevnim borbama oko Gomionice, HVO je koristio 420 vojnika, dok je Armija RBiH angažirala oko 700 vojnika. Gubici s hrvatske strane, bili su tri poginula i 30 ranjenih, dok se za Armije RBiH procjenjuje ukupno 266 vojnika poginulih.
18. travnja 1993., nakon ponovnih sukoba bošnjačkih i hrvatskih snaga na području Zenice, Konjica, Viteza i Busovače, predsjednik Hrvatske zajednice Herceg Bosne, Mate Boban i predsjednik Republike Bosne i Hercegovine, Alija Izetbegović objavili su priopćenje o hrvatsko - bošnjačkim odnosima. 20. travnja 1993., zapovjednici Armije RBiH i HVO-a, Sefer Halilović i Milivoj Petković potpisali su u Zenici sporazum o obustavi vatre između bošnjačkih i hrvatskih snaga u BiH. 24. travnja 1993., supredsjedatelj Međunarodne konferencije o bivšoj Jugoslaviji lord Owen i predsjednik Republike Hrvatske Franjo Tuđman sazvali su sastanak u Zagrebu, na kojemu su Alija Izetbegović i Mate Boban potpisali, 25. travnja, Zajedničku izjavu o trenutačnom prekidu sukoba. Svjedok potpisivanja bio je hrvatski predsjednik Franjo Tudjman. U dodatku izjavi, kojeg su potpisali general Sefer Halilović i general bojnik Milivoj Petković, nalazi se Ustrojstvo zapovjedništva Armije RBiH i HVO-a. Unatoč potpisanom dokumentu, Izetbegović nikad nije dopustio predstavnicima HVO-a da prisustvuju sjednicama Predsjedništva, unatoč inzistiranju hrvatskih predstavnika.
Od 24. travnja 1993. godine počinju dani stravičnih zločina nad Hrvatima u travničkoj općini. U selu Miletići, općina Travnik, 24. travnja 1993. godine, vojnici Armije RBiH među kojima je bilo i mudžahedina, masakrirali su petoricu Hrvata (vidi Pokolj u Miletićima). Ujutro 2. svibnja 1993. godine počeo je opći napad na selo Podhum/Žitače (općina Konjic), sjedište katoličke župe. Župa je 1991. godine imala 1.700 vjernika. Postrojbe Armije BiH su upale u selo i masakrirale civile kao i vojnike HVO-a, koji su branili vlastite domove. Prema nekima, stradala su 24 mještana, prema drugima 26, a prema trećima 27. Polovinom svibnja 1993. godine Armija RBiH pušta na slobodu časnike kidnapirane 13. travnja 1993. u Novom Travniku. To dovodi do blagog popuštanja vrlo napetih odnosa.
Od 28. travnja do 1. svibnja 1993., hrvatski predsjednik Franjo Tuđman posjetio je Republiku Tursku, gdje se dogovorio s predsjednikom Süleymanom Demirelom o osnivanju Zajedničke tursko - hrvatske misije dobre volje, kako bi se ocijenilo stanje među bošnjačkim i hrvatskim zajednicama u BiH i obnovilo njihovo povjerenje. Preko Turske, Tuđman je želio uvjeriti Izetbegovića kako neće dopustiti etničko čišćenje srednje Bosne od Hrvata. Hrvatski civili i zarobljeni vojnici smrtno stradavaju na području općine Kiseljak, Busovača, Konjic, u Kazagićima je ubijeno 14, u Pazićima 5, a u Zaslivlju 3 hrvatska civila.
U svojoj drugoj ofenzivi, Armija RBiH je postigla polovične uspjehe. Konjički i zenički HVO su izbačeni iz stroja, došlo je do prekida cestovnih veza, Travnik – Vitez – Busovača. Glavni komunikacijski pravci prema Hercegovini nisu se više mogli koristiti za izvlačenje ranjenika i za opskrbu. Organizirana je i koordinirana akcija legalnog korištenja helikoptera za evakuaciju iz bolnice HVO-a u Novoj Biloj. Agresivna djelatna obrana HVO-a u srednjoj Bosni, uključujući selektivnu uporabu preventivnih napada, zaustavila je bošnjačko napredovanje kod Viteza, Busovače i Kiseljaka. Lokalni Hrvati su se puno bolje pripremili za obranu nego za vrijeme prve i druge ofenzive jer Bošnjake više nisu smatrali za saveznike, iako su u Zagrebu, Bošnjaci još uvijek tretirani kao saveznici, redovito im je isporučivano oružje i streljivo.

## Treća ofenziva
Na mostarskom području, nakon Lipanjskih zora, bošnjački su se civili tijekom jeseni 1992. i početkom 1993. počeli vraćati s mora, gdje su bili u izbjeglištvu. Početkom proljeća 1993. Armija RBiH je ubila prvoga vojnog policajca HVO-a pa nepovjerenje Hrvata prema Bošnjacima i ovdje sve više jača. Armija RBiH je sve više jačala i prešla je na zapadnu obalu Neretve i u procesu zauzimanja zgradu po zgradu bližila se zapadnim predgrađima Mostara. HVO je u to vrijeme izbjegavao konfrontaciju s Armijom RBiH iako su u središnjoj Bosni već počeli sukobi između Bošnjaka i Hrvata. Dok su postrojbe HVO-a redovito išle na položaje u Podveležju, prema VRS-u, Armija RBiH je tiho zauzimala grad.
Zapovjednik 41. motorizirane brigade Armije RBiH, u Mostaru, Midhad Hujdur - Hujka, 19. travnja 1993., dok je već trajala Treća bošnjačka ofenziva u srednjoj Bosni i sjevernoj Hercegovini, izdaje zapovijed o hitnom odsijecanju Mostara južno prema Buni i sjeverno prema Vrapčićima. Prvi bataljun trebao je prodrijeti duboko u središte grada. Dio snaga trebao bi napasti s bokova i osvojiti brdo Hum. U središtu grada trebalo je zauzeti dominantne zgrade Ministarstva unutarnjih poslova Hrvatske zajednice Herceg-Bosne i zgradu Policijske postaje Mostar, Đački dom i srednju ekonomsku školu. Sve te zgrade su u neposrednoj blizini zgrade Vranica, u kojoj je bilo zapovjedništvo 4. Korpusa Armije RBiH. U toj zgradi, pripremali su se za zauzimanje ulice Stjepana Radića s ciljem povezivanja s Neretvom i preko nje istočnim dijelom grada, koji je kontrolirala Armija RBiH. Tadašnji cilj bošnjačkog vodstva je bilo razdvojiti Mostar po liniji od južnog dijela grada u mjestu Čekrk, kroz sadašnju magistralu, u nastavku Bulevarom zaokružiti Staru bolnicu i četvrt Centar II. U pozadini dostignute linije trebalo je izvršiti blokiranje snaga HVO-a i njihovo neutraliziranje, a u daljnim djelovanjima izvršiti napad s krila kroz gradske četvrti: Šemovac - Podhum - Balinovac i Centar II – Rudnik.
Nakon što su pripreme otkrivene, HVO se također potajno sprema za obranu. U Mostaru se osjeća sve veća napetost jer su i jedni i drugi počeli utvrđivati svoje položaje. Obavještajci su uspjeli uhvatiti Hujkinu zapovijed i poziv Sefera Halilovića, Bošnjacima, koji su se nalazili u postrojbama HVO-a. Halilović je pozvao Bošnjake na razoružavanje svojih suboraca Hrvata i preuzimanje zapovjedništva nad jedinicama i teritorijem.
6. svibnja, nakon povratka sa smjene, koju su Bošnjaci i Hrvati zajednički održavali na crti prema Srbima, Hrvatima je bilo oduzeto oružje, a nakon toga su stavljeni u pritvor, oni koji su ostali živi. Zapovijed od 19. travnja počela se ostvarivati 9. svibnja 1993., u 5 sati ujutro, kada Armija RBiH napada vojarnu Sjeverni logor, u kojoj je bilo smješteno zapovjedništvo HVO-a Mostar i mnoge važne ciljeve u središtu grada, zacrtane još 19. travnja. Jedinice Armije RBiH smještene u zapadnom Mostaru u zgradi Vranica pokrenule su veliku ofenzivu. Vode se žestoke borbe, u kojima Bošnjaci pokušavaju zauzeti cijeli Mostar.
HVO pokreće svoj protunapad i zauzima Vranicu, 10. svibnja 1993. U Vranici su pronađeni popisi svih pripadnika Armije RBiH, a otkriveno je i petnaestak naoružanih grupa civila s po 40-ak ljudi, koje su se u gradu pritajile i čekale signal za napad s leđa na hrvatske postrojbe. Uspostavljena je crta bojišnice između HVO-a i Armije RBiH u gradu, u ulici Alekse Šantića i Bulevaru narodne revolucije, koja je podijelila grad na zapadni i istočni dio. U manjem dijelu jedinica HVO-a zapovijed Sefera Halilovića o razoružanju Hrvata je izvršena, a u većini slučajeva Hrvati su uspjeli razoružati Bošnjake te ih smjestiti u zarobljenički logore: Heliodrom i Dretelj. HVO-u je u pomoć došlo oko 1.000 uglavnom dragovoljaca iz Hrvatske čime je prodor prema moru spriječen. Lokalni branitelji branili su uglavnom naseljena mjesta, dok su praznine u liniji popunjavali dragovoljci iz Hrvatske. Bošnjaci su se povremeno koristili taktikom ljudskih valova. U prvom redu išli su naoružani vojnici Armija RBiH i mudžahedini, a u drugom redu nenaoružani. Takva se taktika koja podrazumijeva izuzetno velike ljudske gubitke primjenjuje samo onda kada se žele ostvariti izuzetno važni strateški ciljevi.
Odmah po izbijanju sukoba u Mostaru, predsjednik Tuđman je sazvao sjednicu Vijeća obrane i nacionalne sigurnosti, zajedno sa zapovjednicima HV-a i HVO-a gdje je pitao što se to tamo događa. 10. svibnja, predsjednik Republike Hrvatske Franjo Tuđman uputio je poruku Aliji Izetbegoviću i Mati Bobanu o neodgodivom prekidu svih sukoba u kojoj najoštrije osuđuje oružane sukobe između Hrvata i Bošnjaka bez obzira na to tko ih je prouzročio, te poziva na suradnju u borbi protiv srpskog agresora. Istoga dana, potpisan je Sporazum o prekidu vatre u Mostaru između Alije Izetbegovića i Mate Bobana. 18. svibnja 1993., u Međugorju je postignut dogovor Hrvata i Bošnjaka o uspostavi mira. Nazočni su bili: Franjo Tuđman, Mate Boban, Mile Akmadžić, Franjo Boras, Milivoj Petković; Alija Izetbegović, Haris Silajdžić, Rusmir Mahmutčehajić, Sefer Halilović; supredsjedatelji Mirovne konferencije o bivšoj Jugoslaviji lord David Owen i Thorvald Stoltenberg, te predsjedatelj Vijeća ministara Europske unije Niels Helveg Peterson.
U čitavoj BiH, među Hrvatima počeo se javljati psihološki efekt poznat pod nazivom zakon recipročnog ponašanja, koji kaže: "Ako čovjeka napadne neprijatelj on se neće iznenaditi i razočarati, ali ako ga napadne prijatelj razočaranje će biti vrlo veliko i javit će se i velika mržnja". Upravo to se dogodilo u BiH, Hrvati su u vrlo kratkom vremenu shvatili kako sukobi s Bošnjacima nisu posljedica samovolje pojedinih lokalnih zapovjednika, već se radi o bošnjačkom strateškom neprijateljstvu. Posljedica se očitovala u otvaranju logora za sve bošnjačke vojnike i civile. Tada su počela uhićenja i njihovih obitelji, te svih sumnjivih koji bi mogli ometati obranu s leđa.
Najjača i najbolje pripremljena, treća bošnjačka ofenziva nije uspjela zahvaljujući dragovoljcima iz Hrvatske te Mladenu Naletiliću - Tuti, koji je preko radija pozvao na totalnu mobilizaciju svih za borbu sposobnih, uz javnu prijetnju likvidacijom svih, koji se ne odazovu. Tada je nastala pjesma "Ide Tuta, nosi pušku, jeb... će vam mater tursku!" Pri ovoj bošnjačkoj ofenzivi, uvidjevši kako bi Mostar mogao pasti, hrvatski politički vrh je odlučio, konačno, prekinuti opskrbu postrojbi Armije RBiH oružjem i streljivom iz Hrvatske. Humanitarna pomoć bošnjačkim izbjeglicama u Hrvatskoj i dalje je nastavljena, te je na njihovo zbrinjavanje dnevno trošeno oko 4.000.000, dok je za vojnu i humanitarnu pomoć Hrvatima u BiH dnevno trošeno tek 1.000.000 njemačkih maraka.

## Četvrta bošnjačka ofenziva
Budući kako nisu uspjeli osvojiti Mostar na putu prema Pločama ili Neumu, Bošnjaci su se odlučili na novu, puzajuću ofenzivu. U njoj će postupno cijepati hrvatski teritorij i etnički očistiti jednu po jednu hrvatsku enklavu u srednjoj Bosni i zauzeti tvornicu SPS u Vitezu. Kada to prilike budu dopustile, Armija RBiH će pokušati novi prodor dolinom Neretve prema moru. Ova zadnja ofenziva protegnula se od početka lipnja do potpisivanja Washingtonskog sporazuma.
Napad, koji je iznenadio HVO u lipnju 1993. je onaj, koji je bio usmjeren prema Travniku, u kojemu do tada nije bilo većih napada Armije RBiH. Bošnjačke snage su se u tom području gomilale već od siječnja 1993. te se nisu sve do tada angažirale u nekom većem napadu na položaje HVO-a. Armija je u travničkom području raspolagala s minimalno 10.000 vojnika. Tolikom broju bošnjačkih vojnika travnički HVO je mogao suprotstaviti svega oko 2.500 do 3.000 ljudi, u sklopu dvije brigade, Travničke i Fran Krsto Frankopan. Pripremajući se za napad, Armija RBiH je infiltrirala mudžahedine u trojkama, po kućama lokalnih Bošnjaka u hrvatskim selima.
Do konačnog udara Armije RBiH na Travnik došlo je 6. lipnja 1993., a brojčano inferiorniji hrvatski branitelji nisu imali nikakvog izgleda oduprijeti se bošnjačkoj ofenzivi. HVO je izvijestio o diskriminaciji UNPROFOR-a, kod prijevoza ranjenika, gdje je Britanski bataljun odbio prevesti pripadnike HVO do bolnice u Novoj Biloj. Dvije brigade napale su Guču Goru i Pokrajčice, istočno od Travnika, dok su tri brigade Armije RBiH djelovale u samom gradu Travniku, gdje su tijekom borbi, hrvatski civili odvođeni u sabirne logore. Već 8. lipnja, kada su vođene najžešće borbe, dio vojnika Travničke brigade HVO-a i hrvatskih civila, prešao je na teritorij pod kontrolom VRS-a.
Do 10. lipnja, brojčano nadmoćnija Armija RBiH, potisnula je HVO iz Travnika. Hrvatska enklava u Lašvanskoj dolini, dodatno je opterećena travničkim prognanicima, od kojih je oko 12.000 smješteno u Novom Travniku, 4.000 u Vitezu, a 2000 u Novoj Biloj. Oko 2.000 travničkih Hrvata je izbjeglo u Hrvatsku, a 1.332 u Hercegovinu. Ranjenici su hospitalizirani u improviziranoj bolnici u Novoj Biloj. Dok se odvijala tragedija travničkih Hrvata, svjetskoj javnosti su poslani mnogi apeli za pomoć i prekid kalvarije. Po prvi put, svjetski mediji govore i pišu o Bošnjacima kao zločincima. Događaji u Travniku, poklapaju sa smjenom na vrhu Armije RBiH 8. lipnja, kada je Sefera Halilovića zamijenio Rasim Delić, koji je naredio prekid ofenzivnih djelovanja.
Postrojba El Mudžahid, sastavljena od mudžahedina, prednjačila je u zločinu nad Hrvatima. U Travniku i okolnim selima, vršena su ubojstva i mučenja zarobljenih hrvatskih civila i pripadnika HVO-a, često uz ritualne obrede. Kasapljenja, vađenje organa, odsijecanje ekstremiteta, tjeranje zarobljenika da piju vlastitu krv i kliču Alahu, bili su neki od zlodjela koje su činili tzv. borci za vjeru. Kobnog 8. lipnja, zabilježeni su najteži zločini u selu Maljine, zaselku Bikoši, u kojem je ubijeno 37 Hrvata i selu Čukle, gdje je ubijeno 19 Hrvata. Sličan scenarij se dogodio u selima Miletići, Grahovčići, Brajkovići, Krpeljići, Han Bila, Radojčići, Podovi, Ovnak i Guča Gora.
Tri brigade Armije RBiH, uz pomoć mudžahedina i MUP-a RBiH napadaju novotravnički HVO, 9. lipnja. Bošnjačke snage, uspostavljaju utvrđenja prema VRS-u i kontrolu nad selima, istočno i jugoistočno od Novog Travnika. U samom Novom Travniku, blokirana je glavna cesta, oko koje su se vodile teške borbe 10. lipnja zbog nastojanja Armije RBiH da zauzme grad. Za razliku od Travnika, na novotravničkom području, HVO u sukobu s Armije RBiH, nije imao VRS u pozadini pa je pružena odlučnija i snažnija obrana. U Gornjoj Večeriski, novotravnička brigada HVO-a Stjepan Tomašević spojila se s Viteškom brigadom, dok je travnička brigada Fran Krsto Frankopan uspostavila liniju obrane kod Nove Bile. Borbe oko Novog Travnika, nastavit će se s prekidima, do kraja lipnja.
10. lipnja 1993. godine, oko 20 sati i 45 minuta iz pravca područja pod nadzorom Armije RBiH u općini Vitez doletjela je granata kalibra 120 mm, dva metra od klupe na kojoj je bilo četrnaestero djece. Taj se prostor smatrao sigurnim, zaštićenim od snajpera i tu su se redovito igrala djeca, hrvatska i bošnjačka. Toga dana nije bilo nijednog bošnjačkog djeteta. Opravdano se pretpostavlja da su upozorena da ne izlaze iz kuće jer će na to mjesto biti upućene granate. Stručnjaći procjenjuju da se radilo o navođenom projektilu. Kada je granata eksplodirala, na licu mjesta poginulo je petero djece, a troje je umrlo u bolnici.
Jake bošnjačke snage napale su u ranim jutarnjim satim, 8. lipnja 1993. godine, kakanjske Hrvate. Oko 10.000 pripadnika Armije RBiH po već utvrđenom planu navalilo je svim silama i iz sveg raspoloživog oružja na crte obrane HVO-a Kakanj. Akcija je za Bošnjake bila uspješna. U toj akciji koja je dugo pripremana, 13. lipnja 1993. godine, uspjeli su probiti linije obrane HVO-a Kakanj na nekoliko mjesta. Vojnici HVO-a su se predali, 105 ih je ubijeno prilikom zarobljavanja, a 200 zatočeno. Hrvatski civili uputili su se u kolonama dugim i do 10 km uputili prema Varešu, srednjobosanskom gradiću pod kontrolom HVO-a. Kolone izbjeglica, njih oko 15.000 pod stalnom artiljerijskom pješačkom vatrom, kretalo se planinskim vrletima Kračića, Slavina i Planinice. Kasno u noć kolona unesrećenika, žena, djece, staraca, ranjenika i bolesnika pristigla je u Vareš, gdje je organiziran njihov smještaj u svim slobodnim stambenim prostorima.
Oko 15 km jugozapadno od Busovače uzdiže se Busovačka planina, na njoj je izletište Busovačke staje, koje su 15. lipnja 1993. godine bile stratište za hrvatske civile (vidi Pokolj u Busovačkim stajama). Jedna skupina izbjeglica i drugih putnika došla je do Busovače s namjerom da otputuje u tuzlansko područje. Kada im je 14. lipnja bilo jasno da od puta nema ništa, odlučili su se povratiti u Hrvatsku i pridružili su se konvoj u koji je toga dana krenuo za Sebešić, po hranu za busovačke građane. U tome konvoju bilo je 15 hrvatskih civila iz Brčkog, sedam iz Tuzle i oko 70 iz Busovače. Oni su stigli na Busovačku planinu, gdje su se trebali odmoriti. Dok su se odmarali, opkolili su ih pripadnici Armije RBiH. Ne znajući da su opkoljeni, krenuli su oko šest sati ujutro. Samo dvije minute kasnije počela je pucnjava sa svih strana. Pucnjava nije prestajala, nego se sve više i više pojačavala. Pripadnici Armije BiH počeli su ih gađati i tromblonima, iz minobacača i to konstantno tri sata. Tog dana na Busovačkim stajama ubijeno je 22 Hrvata.
Oružani napad postrojbi Armije RBiH na Hrvate općine Kreševo počinje 17. lipnja 1993. godine, s ciljem da se svrgne legalno izabrana općinska vlast. Napad je bio silovit i nadmoćan oružjem i ljudstvom pa je HVO pretrpio znatne gubitke. Osim toga, kreševske postrojbe HVO-a bile su bez ratnog iskustva i nespremne su dočekale oružani sukob s Armijom RBiH, a nisu ni bile pripremane za napad, nego za obranu svojih kuća. Prvog dana borbi poginulo je 10 vojnika HVO-a, teže ranjeno osam, a šest su ih zarobili pripadnici Armije RBiH. Napadi se nastavljaju i dva sljedeća dana. U tim borbama Armija RBiH je zauzela selo Pirin i do temelja ga spalila.
Postrojbe Armije RBiH napadaju područje općina Kreševo iz Tarčina (općina Hadžići) i s planine Igman, a potom i iz pravca Konjica, preko fojničkog sela Dusine. Napadi se izvode pješadijom uz pomoć tenkova T - 55, minobacača i protuzrakoplovnog oružja. U tri dana borbi poginulo je ukupno 13 vojnika HVO-a, ranjeno ih je 20, a nestalo 12. Najžešći napad Armije BiH na kreševsku općinu bio je od 23. do 26. lipnja 1993. godine, kada su zauzeli selo Deževice, dobrim ga dijelom spalili, a njegovih 250 stanovnika Hrvata protjerali.
Krajem lipnja razbuktale su se i borbe u području na relaciji Maglaj - Žepče - Zavidovići, a 111. žepačka brigada HVO-a, poučena zbivanjima u ostalim dijelovima srednje Bosne, spremno je dočekala agresiju snaga 3. Korpusa ARBiH. O snagama, koje je Armija RBiH angažirala u tom području može se doznati iz jednog izvještaja britanskog UNPROFOR-a, koji navodi da su krajem lipnja 1993. u tom podruĉju dijelovale 301., 303., 314., 309., 318., 319. i 201. brigada Armije RBiH. Znakovito je da su sudjelovale i brigade koje u tom području nisu bile domicilne, kao na primjer 301., 303. i 314. koje su iz Zenice, ili 309. brigada koja je iz Kaknja, što izravno upućuje na napadačke namjere, koje je bošnjačko vojno vodstvo imalo. Napad Armije RBiH na Žepče uslijedio je 24. lipnja 1993., na blagdan svetog Ivana Krstitelja, oko 8:30, u vrijeme svete mise. U njemu je sudjelovalo oko 12.500 vojnika Armije RBiH, paralelno su napadnuti i položaji HVO-a u Zavidovićima i Novom Šeheru. U Žepču je došlo do žestoke šestodnevne bitke, a ulične borbe su se vodile u gradu. Uništena je, ili teže oštećena gotovo svaka druga kuća u gradu, a Armija RBiH je u potpunosti opkolila i blokirala grad.
Međutim, 111. Xp žepačka brigada je odbila sve bošnjačke napade, te u konaĉnici krenula u protunapad. 29. lipnja, "iznajmljena" je tenkovska satnija VRS-a, kako bi HVO ovladao gradom. Uskoro je HVO potisnuo ARBiH, južno od Papratnice, te 30. lipnja, prisilio na predaju dvije brigade Armije RBiH. Između četiri i pet tisuća bošnjačkih civila, bilo je zatočeno u skladištima u Žepču, dok su vojnici Armije RBiH, zatočeni u lokalnim školama. Zahvaljujući suradnji sa srpskom stranom, pomoću koje se vršila opskrba, kao i odlučnoj obrani HVO-a, hrvatska enklava u tom području opstala je sve do završetka sukoba, što ipak nije bio slučaj u ostalim dijelovima srednje Bosne.
Na području kotline Bijelo Polje, sjeverno od Mostara, 30. lipnja 1993. godine dolazi do pobune bošnjačkih pripadnika koji su se do tada borili u postrojbama HVO-a. Bošnjaci uperuju puške u svoje dojučerašnje suborce Hrvate te tako u toj iznenadnoj pobuni dolazi do velikog broja zarobljavanja i ubojstava hrvatskih pripadnika mostarskog HVO-a. Tako HVO gubi kontrolu nad istočnim dijelom grada, brojnim sjevernim te jugoistočnim prigradskim naseljima na lijevoj obali Neretve. U daljnjem tijeku sukoba, dio grada pod kontrolom Armije RBiH je blokiran i granatiran od strane HVO-a. U jednom takvom granatiranju 9. studenog 1993. godine srušen je i Stari most. Armija RBiH u samom gradu je bila u očajnom stanju te je bila primorana da surađuje i nabavlja oružje od VRS-a.
Do žestokog sukoba između HVO-a i Armije RBiH u Uskoplju došlo je 4. i 5. srpnja 1993. godine, kada su spaljena hrvatska sela Rostovo i Sebešić, a potom su se od Hrvata počela čistiti sela Milići, Ponir, Krupa, Bistrica, Batuša i Pajić Polje. Svi Hrvati iz navedenih sela su protjerani, a neki su i ubijeni. Sva imovina Hrvata je popljačkana ili je spaljenja.
Pred silovitim napadima pripadnika Armije RBiH, s Malkoča (zadnje linije obrane Fojnice), 16. srpnja 1993. godine povlače se pripadnici HVO-a. S njima je u zbjeg krenulo šest tisuća Hrvata. Armija RBiH zauzima i fojničke bolnice u kojima se nalazi oko 800 invalida i retardiranih osoba. Sedam franjevaca i pet časnih sestara ostaje u fojničkom samostanu. Oni promatraju kako Bošnjaci pljačkaju hrvatske kuće. Sva sela koja su zauzeli pripadnici Armije RBiH spalili su poslije pljačke. Posebno su stradali Bakovići, Trošnik, Tješilo, Lučica, Ragale i Mujakovići. Ne zna se točno koliko je Hrvata tada ostalo u gradiću, a nastavlja se njihovo mučenje i ubijanje. Zapaljeni su pošta, ratna bolnica, hotel, tvornica trikotaže, tvornica za preradu drveta. Hrvati su odvođeni u zatvor "Silos" u Kaćunima, u općini Busovača, ili u Osnovnu školu "Kata Govorušić" u Fojnici. Prema tadašnjim novinskim izvješćima, u gradu su ubijena 22 Hrvata, vojnika HVO-a i civila, 212 ih je zatočeno, iz 22 sela općine Fojnica protjerani su Hrvati, presječene su vodovodne cijevi hrvatskim selima i bolnici za retardirane u Bakovićima. Bolesnici u lječilištima ostaju bez njege, troje djece, duševnih bolesnika, zbog toga je preminulo. U Fojnici je ostalo samo 70 katolika (Hrvata), a čitava župa s 1300 obitelji i 5300 vjernika spala je na 674 obitelji i 1472 vjernika, koji su ostali u fojničkim selima pod nadzorom HVO-a.
Sukob za Bugojno između HVO-a i Armije RBiH trajao je kratko. Opći napad Armije RBiH počeo je 18. srpnja 1993., a sve je dovršeno 28. srpnja 1993. godine. U teškim borbama pripadnici Armije RBiH su zauzimali dio po dio grada. U tome ratnom sukobu poginulo je oko 90 pripadnika HVO-a, mnogo je hrvatskih vojnika zarobljeno i odvedeno u logore. Iz Bugojna i s cijelog teritorija bugojanske općine počinje nezapamćeni egzodus oko 13 tisuća hrvatskih civila. Oni bježe ispred bošnjačkih postrojbi preko područja pod srpskim nadzorom na teritorij pod nadzorom HVO-a. Izbjeglice se probijaju kroz minska polja pa ima mrtvih i ranjenih. U Bugojnu ostaje oko tri tisuće Hrvata. Pripadnici Armije RBiH zarobili su oko 350 Hrvata koje su na svirep način mučili, neke likvidirali. Armija RBiH je osnovala logore i mučilišta po gradu.
U ranim jutarnjim satima, 28. srpnja 1993. pripadnici 44. brdske brigade IV. korpusa Armije RBiH potpomognuti Bošnjacima iz okolnih sela su opkolili Doljane (vidi Pokolj u Doljanima 28. srpnja 1993.). Oko 10 sati spomenute združene oružane snage počele su oružani napad na hrvatsko stanovništvo i njihovu imovinu. U selu su bile nejake snage HVO-a, koje su činili mještani koji su branili svoje živote, obitelji i domove. U tome selu toga dana ubijeno je i masakrirano devet civila i 33 pripadnika HVO-a. U logor Muzej odvedeno je 185 mještana, među kojima je bilo 37-ero djece i 10 trudnica. Pred užasnom spoznajom da vojnici Armije RBiH ubijaju sve Hrvate, hrvatsko stanovništvo bježi iz općine Jablanica.
3. kolovoza 1993. godine, pripadnici HVO-a su izvršili deportaciju 1.500 Bošnjaka iz općine Stolac prema crtama Armije RBiH u Blagaju, općina Mostar.
Strahovit zločin nad hrvatskim civilima počinili su vojnici Armije BiH 16. kolovoza 1993. godine u selu Kiseljaku, istočno od Žepča (vidi Pokolj u Kiseljaku 16. kolovoza 1993.). Preobučeni u uniforme vojnika HVO-a, diverzanti 303. i 314. brigade III. korpusa Armije RBiH neometano su, predvečer upali u to hrvatsko selo. Vojnici HVO-a bili su iznenađeni i dok su se konsolidirali i stali odupirati, vojnici Armije RBiH počinili su zločine nad starcima, ženama i djecom. Vatrenim i hladnim oružjem život su izgubile 43 osobe. Kada su upali u selo, vojnici Armije RBiH iz kuća su istjerali civile i postavili ih kao živi zid prema lokalnoj postrojbi HVO-a.
Dana 28. kolovoza 1993. godine, Predsjedništvo Hrvatske zajednice Herceg-Bosne i zastupnici hrvatskog naroda u Vijeću općina Skupštine Republike Bosne i Hercegovine donose Odluku o konstituiranju Zastupničkog doma Hrvatske Republike Herceg-Bosne kao najvišeg predstavničkog tijela i nositelja zakonodavne vlasti u HZ Herceg-Bosni, što znači da Hrvatska zajednica Herceg-Bosna prerasta u Hrvatsku Republiku Herceg-Bosnu.
Odluka polazi od neotuđivosti, nedjeljivosti i neprenosivosti prava hrvatskog naroda u Bosni i Hercegovini kao jednog od tri konstitutivna naroda. Odluka o transformaciji Hrvatske zajednice Herceg-Bosne u Hrvatsku Republiku Herceg-Bosnu bila je u potpunosti pravno utemeljena na Owen-Stoltenbergom planu koji je predviđao uniju republika u Bosni i Hercegovini i u potpunosti, je konzistentna s navedenim planom, no zbog činjenice da u to vrijeme plan još nije stupio na snagu, on se eksplicitno ne spominje u preambuli.
Početkom rujna 1993. godine, pristižu jedinice iz okolice Sarajeva, koje se raspoređuju u borbeni poredak, a dana 6. rujna 1993. počinje žestoki napad na HVO na pravcu Vrda. Vrdi se nalaze sjeverozapadno od Mostara i da su, kojim slučajem, Vrdi u tom napadu pali, obrana zapadnog Mostara bi bila jako teška. Vojnici HVO-a su zaustavili su ovaj napad te tako obranili svoje položaje i hrvatsko stanovništvo u Mostaru, a pripadnici Armije RBiH u tijeku operacije izvršile su više pokolja civilnog stanovništva i zarobljenih vojnika HVO-a, te su uništavali i pljačkali hrvatsku imovinu.
Postrojbe Armije RBiH predvođene tzv. "Zukinim specijalcima" u zoru 9. rujna 1993. godine upale su u Grabovicu, selo na granici mostarske i jablaničke općine. Odmah poslije upada u selo, počeli pucati i ubijati sve što se kreće, iako su znali da u Grabovici nema nikakvih vojnih postrojbi, te da se u selu nalaze uglavnom starije osobe, žene i djeca (vidi Pokolj u Grabovici 9. rujna 1993.). U navedenom pokolju, ubijene su 32 osobe, a jedan od civila je zarobljen i odveden u logor "Muzej" u Jablanici. Imovina Hrvata je potom opljačkana, a selo je skoro u cijelosti zapaljeno.
U rano jutro, 14. rujna 1993. godine, oko 5:30 sati više od 120 naoružanih pripadnika Armije RBiH izvršili su napad na većinsko hrvatsko selo Uzdol, općina Prozor-Rama i ubili 41 Hrvata (29 civila i 12 pripadnika HVO-a) (vidi Pokolj u Uzdolu). Pučanstvo je zatečeno na spavanju tako da su tijela ubijenih civila pronalažena u spaljenim kućama ili neposredno oko njih, a nekolicina i na seoskim putevima, dok su pokušavali pobjeći. Ubijane su čitave obitelji.
Dva dana poslije masakra hrvatskog stanovništva u selu Uzdolu, kod Prozora dogodio se novi ratni zločin bošnjačkih postrojbi nad Hrvatima općine Prozor-Rama. Pripadnici Armije RBiH upali su 16. rujna 1993. godine u selo Hudutsko i tom prilikom zarobili oko 25 pripadnika HVO-a (vidi Pokolj u Hudutskom). Trojicu zarobljenih vojnika HVO-a odveli su u zatvor Muzej u Jablanici. Ostali ratni zarobljenici su strijeljani, što je izravna povreda međunarodnog ratnog prava.
Izgladnjeli, bez prikladnog smještaja, u stalnoj prijetnji od novih bošnjačkih napada i mučenja, izbjegli Hrvati koji su se nalazili u Varešu se odlučuju na svoj križni put, kako su sami rekli. Predvođeni svojim vođama 19. lipnja 1993. godine kreću automobilima, traktorima, zaprežnim vozilima i najviše pješice preko srpskih teritorija prema svojoj "obećanoj" zemlji. Nitko ih nije mogao uvjeriti da je to uzaludan potez i odvratiti ih od nauma. Kada su stigli u srpsko selo Brgule, u vareškoj općini, odmah su srpske vojne vlasti razdvojile vojno sposobne muškarce od žena, staraca i djece. Kada su to doživjeli, uvjerili su se da su pogriješili i vratili su se u Vareš. Od tada je u vareškoj općini živjelo 37 tisuća Hrvata u srpskom i bošnjačkom okruženju. Mali se broj vraća na svoja stara ognjišta, ali tamo nailazi na progone pa nove izbjeglice pristižu s kakanjskog područja. Stalno u strahu od bošnjačkog nasilja, krajem kolovoza 1993. godine započinje evakuacija žena i djece. U dva konvoja preko srpskih teritorija krenulo se u Hercegovinu. Bilo je ukupno oko 3.200 djece i žena. Smješteni su u Stocu, 1.600 osoba, Počitelju, 451, Čapljini 235 itd.
Konačna tragedija vareških Hrvata počinje u listopadu 1993. godine. Konvoj s humanitarnom pomoći upućen napaćenom i gladnom Varešu 15. listopada 1993. godine pred Kaknjom zaustavlja oko 300 bošnjačkih žena i pljačka ga. Sutradan je zaustavljen drugi konvoj, a pred njega se ispriječila masa od 200 žena i djece i ponovno je konvoj humanitarne pomoći pokraden. Opći napad postrojbi Armije RBiH na varešku općinu počeo je 18. listopada 1993. godine i to iz pravca Breze, Visokog, Kaknja i Zenice. Pada važna kota Liješnica. Sutradan postrojbe Armije RBiH zauzimaju hrvatsko selo Kopijari, kojeg potpuno pljačkaju i spaljuju, u njemu je ubijeno šest civila, medu njima jedan dječak. Poginulo je i više vojnika HVO-a, ali zapovjednici Armije RBiH ne dopuštaju da se izvuku njihovi leševi i dostojno pokopaju. Jedan UNPROFOR-ov vod bio je spriječen da uđe u Kopijare, izvijestili su vojni promatrači UN-a. Zauzimanjem kote Liješnica i sela Kopijari otvoren je put vojnim snagama Armije RBiH prema Varešu. U Stupnom Dolu se koncentriraju elitne postrojbe bošnjačke vojske i mnoštvo minobacača, topova i ostalog naoružanja Armije RBiH.
Selo Stupni Do nalazi se na podnožju kote Bogoš, koja je bila u potpunosti utvrđena i dominirala je ulazom u sam grad. Postrojbe Armije RBiH su krenule u konačni napad na Vareš isti dan, 18. listopada 1993. godine kada se 5700 prognanika iz Vareša organizirano uputilo prema Hercegovini. U Stupnom Dolu postrojbe Armije BiH uzele su u zatočeništvo desetak mjesnih Srba i njih upotrebljavali kao živi štit u napadima na položaje HVO-a. U dvodnevnom sukobljavanju između pripadnika Armije RBiH i HVO-a u selu Stupni Do, pripadnici HVO-a zauzimaju selo 25. listopada 1993. godine, ali se odmah povlače iz njega. Nakon zauzimanja sela, postrojbe HVO-a su počinile ratni zločin u kojem je ubijeno 16 Bošnjaka (vidi Pokolj u Stupnom Dolu).
U jutarnjim satima 30. listopada 1993. godine vrlo jake snage Armije RBiH kreću na gradić Vareš. U napadačkom pokretu su II. tuzlanski korpus, III. zenički korpus, VI. visočki korpus i policijski specijalci Dragana Vikića, Hrvata iz Sarajeva. Brigada HVO-a "Bobovac" ima oko 1.650 vojnika. Ona brani vareško područje od srpske i bošnjačke vojske. Bošnjačka vojska je daleko brojnija i naoružanija i pred njenim naletom padaju položaji HVO-a. Hrvatska vareška sela teško stradavaju. Civili su u paničnom bijegu. Svi hrle u grad Vareš.
Varešu se užurbano približavaju postrojbe Armije RBiH, osvetnički zadojene zločinom u Stupnom Dolu i željne pljačke kao plaće za ratovanje. Kolona vareških Hrvata kreće u noći 3. studenog 1993. godine na svoj "križni put", kako su ga sami nazvali. Izbjeglička kolona ide iz Vareša preko srpskog teritorija i tu doživljava prva razočaranja. Srpski vojnici kupe novac i sve vrijedno što mogu od izbjeglih vareških Hrvata. Prolaz kroz "srpski" teritorij valja platiti.
U srpskom mjestu Brgulama muškarci moraju ostati na području vareške općine i držati položaje prema postrojbama Armije RBiH. Izbjegli Hrvati iz Vareša lutaju šumama, po bespućima, gladni i žedni, a noći su hladne. Grupa od 1500 izbjeglih Hrvata iz Vareša nakon četiri sata stiže u Sokolac. Oko 6.000 ih je na Alijinu Koritu. Postupno i jedni i drugi su preveženi u Kiseljak. U Kiseljaku, Kreševu i Gromiljaku smješteno je oko 7500 vareških Hrvata. Pod prisilom općeg napada Armije RBiH, s prostora općine Vareš iselilo oko 9000 domicilnih stanovnika Hrvata i oko 15 000 Hrvata prognanih iz Kaknja. U samom Varešu ostalo je tek oko 600 Hrvata, a još oko 100 u vareškim selima.
Veliki broj Bošnjaka, koje su Srbi protjerali iz istočne Bosne naselilo se u središnjem dijelu Bosne i Hercegovine. Taj priljev stanovništva ojačao je brojčano i postrojbe Armije RBiH. Prognani i izbjegli traže životni prostor i silom oduzimaju Hrvatima njihovu zemlju, kuće, domove i progone ih u zapadnu Hercegovinu, Hrvatsku i cijelu Europu. Etničko čišćenje hrvatskih prostora je u punom zamahu, a na tom području uspostavlja se bošnjačka i civilna vlast, a preostali Hrvati su građani drugog reda, bez političkih prava, građanskih sloboda i mogućnosti rada.
U studenom 1993. godine vidljivi su rezultati krvavog sukoba između dvije vojske. Armija RBiH sada kontrolira najpovoljnije prirodne komunikacije u Bosni i Hercegovini i to: prijevoj Ivanovo sedlo na komunikaciji Konjic-Tarčin, prijevoj Rastovo na komunikaciji Uskoplje-Novi Travnik, prijevoj Mošuljsko sedlo na komunikaciji Tuzla-Kladanj i Vrandučku klisuru kao ključnu točku za komunikaciju dolinom rijeke Bosne. Pod kontrolu Armije RBiH došli su i važni operativno - strateški pravci u Bosni i Hercegovini i to: pravac Sarajevo-Zenica-Travnik, a on ima ključni značaj kao demografski, ekonomski i prometni potencijal i položaj, pravac Sarajevo-Olovo-Tuzla i pravac Sarajevo-Jablanica-Mostar. Kontrolom ova tri strateško operativna pravca Armija RBiH je stekla prednost u središnjem dijelu Bosne i Hercegovine na pravcu Mostar-Sarajevo-Zenica-Tuzla.
Dana 10. prosinca 1993. godine iz Zagreba, pod visokim pokroviteljstvom predsjednika Republike Hrvatske dr. Franje Tuđmana i uz pratnju predstavnika Katoličke crkve i Islamske zajednice, krenuo je veliki konvoj humanitarne pomoći nazvan „Bijeli put za Novu Bilu i Bosnu Srebrenu“. Humanitarni konvoj “Bijeli put za Novu Bilu i Bosnu Srebrenu” se sastojao 99 šlepera i 143 članova medicinskog osoblja, franjevaca, novinara i tehničkog osoblja, a za cilj je imao prenijeti hranu i lijekove u bolnicu u Novoj Biloj. Konvoj su predvodili dr. Slobodan Lang i Herman Vukušić. Početnoj koloni vozila putem preko Splita pa dalje preko Tomislavgrada priključivali su se novi kamioni i novi suputnici. Pripadnici HVO-a pratili su konvoj do područja „Ljubavna stijena“ (cca 1–2 km ispred Uskoplja), a od tog područja odgovornost je preuzeo UNPROFOR.
Na Pavlovici, kod Uskoplja, konvoj su zaustavili pripadnici Armije RBiH i tu ih zadržali dva dana. Zastoj je nastao zbog bošnjačke ucjene, premda su bile pribavljene sve suglasnosti bošnjačkih vlasti čak i u Sarajevu. Konvoj je krenuo dalje i konačno stigao u Novu Bilu 20. prosinca 1993. godine, gdje je dočekan suzama radosnicama. Bolnica u Novoj Biloj do 1994. godine hospitalizirala je više od 11.000 ljudi srednje Bosne, od čega su polovica bili ranjenici i to mahom hrvatske nacionalnosti. U to vrijeme bolnica je zapošljavala tek nekolicinu liječnika, a u trenutku kad je došla pod blokadu, bio je onemogućen svaki oblik pružanja medicinske pomoći. Konvoj „Bijeli put za Novu Bilu i Bosnu Srebrenu“ probio je potpunu osmomjesečnu blokadu sedamdesetak tisuća Hrvata u Lašvanskoj dolini i donio im spas u hrani i lijekovima, ali i vjeru da nisu sami. Dana 22. prosinca 1993. godine, konvoj se vraćao iz Nove Bile. Kada je izlazio iz Uskoplja i prolazio posljednje kuće, pred kamione su iz obližnjih kuća istrčali pripadnici Armije RBiH i iz automatskog oružja otvorili rafalnu paljbu po kamionskim kabinama. Na licu mjesta poginuo je vozač Ante Vlajić, rođen 1934. godine, iz Splita, a tri sudionika "Bijelog puta" su ranjena.
22. prosinca 1993. godine, postrojbe Armije RBiH počinile su ratni zločin, ubivši 74 hrvatskih civila u Križančevu selu, općina Vitez (vidi Pokolj u Križančevu Selu). Muslimanska vojska je u Križančevu Selu ubila 22.12.1993. godine 74 Hrvata - to je zapovjedniku Britanskog bataljuna UNPROFOR-a, pukovniku Williamsu, rečeno u III. korpusu Armije RBiH. Pukovnik Williams je za posjeta općini Vitez izjavio da se u području sela Počulića (cca devet km sjeveroistočno od Viteza) nalaze dvije masovne grobnice. Jedna s 38, a druga s osam tijela Hrvata - žrtava bošnjačkog pokolja. Časnik UNPROFOR-a Gell izjavio je 2. siječnja 1994. godine da se na tzv. crtama razdvajanja nalazi 15 tijela ubijenih Hrvata.
U siječnju 1994. godine nastavljaju se politički pregovori, započeti sredinom 1993. godine, a ratni sukobi se smanjuju. Postrojbe Armije RBiH su i dalje čine teške zločine nad Hrvatima u općinama Vitez, Maglaj i Zavidovići. Najteži zločin je počinjen u Buhinim kućama, općina Vitez, kada su vojnici Armije RBiH ubili 26 civila i zarobljenih vojnika HVO-a (vidi Pokolj u Buhinim Kućama).  9. siječnja 1994. godine spada u najkrvavije i najteže u obrani 316 dana opkoljenog i potpuno blokiranog Viteza i Lašvanske doline. Taj dan spada u najteže u obrani oko 70 tisuća Hrvata Lašvanske doline jer je upadom u Buhine kuće presječena komunikacija, žila kucavica, Vitez - Busovača. Krajnji cilj bošnjačke vojske bio je presjeći Lašvansku dolinu na dva dijela i potpuno ugroziti i onako tešku obranu na tom području. HVO je nadljudskim naporima oslobodio Buhine kuće i Zavrtaljku i vratio pod kontrolu prometnicu Vitez - Busovača.

## Kronologija rata
| Nadnevak                         | Događaj |
| 2. siječnja 1993.                | Predložen Vance-Owenov plan. |
| siječanj 1993.                   | Napad ARBiH na Uskoplje i okolna sela Bistrica, podjela grada i masakri nad civilima, postignuto lokalno primirje pod UNPROForom. |
| 17. siječnja 1993.               | Preuzimanje civilne vlasti u Bugojnu i povlačenje Muslimana s linija prema Srbima. |
| siječanj 1993.                   | Zauzimanje Kaćuna (selo na istoku općine Busovača) i napadi ARBiH na Busovaču. Masakri nad civilima. |
| 25. siječnja 1993.               | Napadi na Gomionicu (selo na sjeveru Kiseljaka) i Kiseljak, ARBiH osvajanje sela na krajnjem sjeveru općine. |
| 31. siječnja 1993.               | Prekid vatre, kod Kaćuna su hrvatski prostori presječeni na 2 enklave. |
| travanj 1993.                    | Sukobi oko Jablanice, logori ARBiH za Hrvate Jablanice i Konjica, etničko čišćenje Hrvata. HVO osvaja Soviće (selo na SZ općine). |
| travanj 1993.                    | Travnički HVO napušta vojarne iz grada, no prisutan je još u nekim selima. Logori i etničko čišćenje Hrvata. |
| prva polovica travnja 1993.      | Otmica zapovjednika zeničkog HVO-a, ubojstvo generalovih tjelohranitelja. |
| sredina travnja 1993.            | Sukobi u Novom Travniku. Otmice Hrvata, napadi ARBiH na Vitez i Busovaču. Podrška UNPROFORa napadima ARBiH u Vitezu. |
| sredina travnja 1993.            | Masakr Hrvata u Željeznom polju na jugu Žepča. |
| 16. travnja 1993.                | Masakri u Ahmićima kod Viteza i Trusini kod Konjica. |
| 17. – 18. travnja 1993.          | Etničko čišćenje, pljačkanje, ubijanje i zbjeg Hrvata Zenice. Masakr Hrvata u Šušnju. Predaja lokalnog HVO-a radi pokušaja minimizacije žrtava. |
| 16. travnja 1993.                | Etničko čišćenje, pljačkanje, i ubijanje Hrvata Busovače. Masakr Hrvata u Putišu. Obrana Busovače. |
| 18. – 21. travnja 1993.          | Napadi na Kiseljak. HVO gubi položaje na Zavrtaljci, ali preuzima većinu muslimanskih enklava u općini. |
| 24. travnja 1993.                | Masakr Hrvata u Miletićima na istoku Travnika. |
| 6. svibnja 1993.                 | Zarobljavanje vojnika HVO-a u Mostaru nakon povratka s linije prema Srbima. |
| 9. svibnja 1993.                 | Početak sukoba u Mostaru. |
| 10. svibnja 1993.                | HVO osvaja komandu ARBiH u Vranici u zapadnom Mostaru. |
| 8. lipnja1993.                   | Smjena na vrhu aBiH, umjesto Sefera Halilovića dolazi Rasim Delić koji naređuje prestanak ofenzivnih djelovanja. |
| 8. lipnja1993.                   | ABiH osvaja Kakanj i hrvatska sela oko njega. Egzodus Hrvata prema Varešu. |
| 8. lipnja1993.                   | Masakr Hrvata u selu Malinama i Čuklama na istoku travničke općine. |
| 9. lipnja1993.                   | ARBiH osvaja hr. sela na sjeverozapadu novotravničkeopćine i bojne crte prema Srbima. HVO osigurava/odbranjuje komunikaciju i spoj na jugu travničke (u Novoj Biloj, istoku novotravničke općine s Vitezom. Sukobi traju do kraja mjeseca. Zbjeg većine sjevernotravničkih Hrvata preko teritorija pod kontrolom VRS-a. |
| 15. lipnja 1993.                 | Pokolj Hrvata na Busovačkim Stajama. |
| 17. lipnja 1993.                 | Napad ARBiH na Kreševo i paljenje sela Pirin i Deževica. ARBiH zauzima jug općine. |
| 24. lipnja 1993.                 | Napad ARBiH na Žepče i Novi Šeher. Obrana Žepča (uz pomoć/najam VRSa). |
| 30. lipnja 1993.                 | Pobuna/izdaja Muslimana iz HVO-a omogućuje ARBiH osvajanje najveće vojarne HVO-a u istočnom Mostaru, pad sjevernog Logora/Bijelog Polja, protjerivanje Hrvata s druge strane Neretve. ARBiH povezuje istočnu polovicu grada sa sjevernim teritorijima pod svojim nadzorom. Suradnja ARBiH s VRSom.                      |
| 3. srpnja 1993.                  | Deportacija 1500 stolačkih Muslimana u Blagaj, mjesto pod kontrolom ARBiH: |
| 4. – 5. srpanj 1993.             | ARBiH pali i etnički čisti sjever Uskoplja i jug Novog Travnika(Bistricu, Rostovo i Sebešić). |
| 16. srpnja 1993.                 | Pad Fojnice, povlačenje HVO-a pred napadima ARBiH s planine Malkoč iznad grada. Evakuacija Hrvata na istok općine i prema Kiseljaku i Kreševu. |
| 18. – 28. srpnja 1993.           | Bitka za Bugojno i njegov pad. Logori i najveći egzodus Hrvata u ratu. Zbjeg većine Hrvata preko teritorija pod kontrolom VRSa. |
| 28. srpnja 1993.                 | Masakr Hrvata u Doljanima kod Jablanice. |
| 16. kolovoza 1993.               | Masakr Hrvata u Kiseljaku kod Žepča. |
| 28. kolovoza 1993.               | Proglašenje HZ HB republikom po Owen-Stoltenbergovom mirovnom planu. |
| 9. rujna 1993.                   | Masakr Hrvata u Grabovici kod Jablanice. |
| 14. rujna 1993.                  | Masakr Hrvata u Uzdolu u Rami. |
| 16. rujna 1993.                  | Masakr Hrvata u Hudutskom u Rami. |
| 18. listopada 1993.              | Masakr Hrvata u Kopijarima kod Vareša. |
| 18. listopada 1993.              | Ratni zločin Ivice Rajića u Stupnom Dolu. |
| 30. listopada 1993.              | Pad Vareša. |
| 3. studenoga 1993.               | Početak križnog puta Vareških Hrvata, zbjega u Hercegovinu preko teritorija pod kontrolom VRSa. |
| 12. studenoga 1993.              | Kontraofenziva HVO-a, dolazak trupa do Fojnice, zauzimanje ulaza u grad i Bakovića i Gojevića, sela na istoku općine. ARBiH ubija fratre u fojničkom samostanu nakon povratka u gradić Fojnicu. |
| 10. – 20. studeni 1993.          | Bijeli put za Novu Bilu i Bosnu Srebrnu, humanitarni konvoj za Hrvate Lašvanske doline. |
| 12. prosinca 1993.               | Masakr Hrvata u Križančevu selu kod Viteza. |
| 9. siječnja1994.                 | Masakr Hrvata u Buhinim kućama kod Viteza. |
| 24. siječnja1994.                | Operacija Tvigi '94 zauzimanje Hera, strateške kote na istoku Rame prema središnjoj Bosni. |
| 29. siječnja - 15. veljače 1994. | HVO vraća pozicije kod Viteza i stavlja kotu Zavrtaljku kod Kiseljaka pod svoju kontrolu. Ponovno osigurana komunikacija Vitez-Busovača i stečeni preduvjeti za razbijanje okruženja srednje Bosne; Lašvanske i Lepeničke doline.                                                                                       |
| 1. ožujka 1994.                  | Sklapanje vashingtonskog sporazuma i stvaranje hrvatsko-muslimanske Federacije BiH. Kraj rata. |

## Završetak sukoba
U veljači 1994. godine, ratni sukobi su gotovo utihnuli. Javljaju se tek pojedinačni i manji incidenti. Teških ratnih zločina i genocida nema. Političko-diplomatski pregovori sve su jači i značajniji.
Bosanskohercegovački Hrvati i Bošnjaci su u Washingtonu, 1. ožujka 1994. godine, potpisali preliminarni Sporazum o stvaranju Federacije Bosne i Hercegovine koja će omogućiti konfederaciju s Republikom Hrvatskom. Taj sporazum potpisali su dr. Mate Granić, dr. Haris Silajdžić i Krešimir Zubak. 
Oni su se suglasili da će biti osnovan Prijelazni odbor na visokoj razini, koji će poduzeti hitne i konkretne korake radi osnivanja Federacije i Konfederacije. Odbor je započeo s radom 4. ožujka 1994. godine u Beču i nastojao je do 15. ožujka 1994. godine donijeti:
- 1. Ustav Federacije Bosne i Hercegovine;
- 2. Prethodni sporazum o Konfederaciji između Republike Hrvatske i predložene Federacije BiH;
- 3. Sporazum o vojnom rasporedu na području predložene Federacije BiH;
- 4. Prijelazne mjere za ubrzanje osnivanja Konfederacije i Federacije BiH, uključujući, gdje je to moguće, stvaranje državnog ustroja kako je to naznačeno u Okvirnom sporazumu, kao i sve ostale mjere koje će se smatrati potrebnima.[14]

Predsjednik Republike Hrvatske dr. Franjo Tuđman i predsjednik Predsjedništva Bosne i Hercegovine Alija Izetbegović potpisali su u Washingtonu, 18. ožujka 1994. godine Okvirni sporazum o konfederalnim vezama između Republike Hrvatske i buduće bošnjačko-hrvatske federacije u Bosni i Hercegovini. Premijer Bosne i Hercegovine Haris Silajdžić i predsjednik Predsjedničkog vijeća Hrvatske Republike Herceg-Bosne Krešimir Zubak potpisali su u Washingtonu tekst Nacrta ustava federacije Hrvata i Bošnjaka u Bosni i Hercegovini. Washingtonskim sporazumom, dogovoreno je primirje između Hrvatskog vijeća obrane i Armije Republike Bosne i Hercegovine, a hrvatski i bošnjački teritoriji u Bosni i Hercegovini su ujedinjeni u Federaciju Bosne i Hercegovine, koja je podijeljena na županije. Županijski sustav je predstavljao svojevrsnu obranu kako bi se spriječila dominacija jednog naroda nad drugim.
Dana 30. ožujka 1994. godine, Ustavotvorna skupština Federacije Bosne i Hercegovine prihvatila je velikom većinom glasova Ustav Federacije BiH kojim se uspostavlja Federacija Bosne i Hercegovine na teritoriju s većinskim bošnjačkim i hrvatskim stanovništvom. Skupština je prihvatila i zajednički amandman zastupnika Hrvata i Bošnjaka, kojim se iz predloženog Ustava briše odrednica da je granični postotak za ulazak stranaka u parlament Federacije BiH 5 % i to zakonom koji će donijeti Ustavotvorna skupština Federacije Bosne i Hercegovine.

## Posljedice sukoba
Posljedica rata u Bosni i Hercegovini je i potpuno izokrenuta i poremećena demografska struktura njenih sela, gradova i općina. Demografska slika Bosne i Hercegovine potpuno je izmijenjena. Ljudi su bježali ili su progonjeni sa svojih ognjišta pred nasiljem, strahom od ratnih zločina i osobito smišljenim etničkim čišćenjem. Na njihova mjesta naseljavali su se izbjeglice i prognanici iz drugih sredina. 
Iz te politike etničkih čišćenja proizlazi onemogućavanje povratka izbjeglica i prognanika. Nastoje se sačuvati etnički očišćeni prostori. Tako u Bugojno do nedavno istjerani Hrvati nisu mogli priviriti, a u egzodus je otišlo njih 16 tisuća, ali ni u Kiseljak Bošnjaci. Za vrijeme krvavog sukoba, s područja pod kontrolom HVO-a protjerano je oko 50 000 Bošnjaka, a s područja pod kontrolom Armije RBiH oko 150 000 Hrvata. Prema istraživanju o hrvatskim žrtvama u sukobu s Bošnjacima, koje je završeno u srpnju 1997. godine, poginulo je 1.606. Hrvata, od toga broja: 518 vojnika HVO-a i 1.088 civila, no ovaj broj nije konačan. vidi: Ubijeni i nestali Hrvati Bosne i Hercegovine 1991. - 1995.  Arhivirana inačica izvorne stranice od 3. studenoga 2011. (Wayback Machine)
Nakaradnom politikom etničkog čišćenja najviše su pretrpjeli Hrvati. Njih su planirali ograničiti na samo 17 % teritorija Bosne i Hercegovine. BiH Hrvati trebali su nekome drugome ostaviti svoje katedrale, crkve, samostane, groblja, dvije bogoslovije, dva sjemeništa, grobove predaka iz vremena hrvatskih kraljeva, kneževa i banova, svoje spomenike kulture koje baštine od vremena doseljenja Hrvata.
U tuzlanskoj općini, prema zemljišnim knjigama, Hrvati su vlasnici 55 % zemljišta, a u travničkoj općini čak 70 %. Tako sve to govori da je međunarodna politika dozvoljavanja etničkog čišćenja za Hrvate politika nasilja. Njene posljedice su porazne za Hrvate u Bosni i Hercegovini. Od Hrvata u ratnom sukobu HVO-a i Armije RBiH očišćene su općine Vareš, Kakanj, Maglaj, Zavidovići, Bugojno, Zenica, Travnik, Konjic, Jablanica. Hrvati su uspjeli opstati samo na područjima koja je obranio HVO.
Danas, nekoliko godina nakon završetka rata, Bosna i Hercegovina je zemlja u kojoj se još osjete posljedice rata. Infrastruktura unutar države kao i industrijske grane su i prije rata bile loše razvijene. Kao direktan rezultat rata između 1992. i 1995. godine niska industrijska proizvodnja unutar zemlje je opala za oko 80%. Ratna događanja su također dovela do uništavanje loše infrastrukture u zemlji. Sve ovo je dovelo do velikog porasta nezaposlenosti i opada životnog standarda stanovništva. U prvim godinama (1996. – 1998.) poslije potpisivanja Daytonskog mirovnog sporazuma zabilježen je visok postotni rast industrijske proizvodnje. Međutim pokazalo se da ovu visoku stopu rasta industijske proizvodnje nije bilo moguće zadržati. BDP Bosne i Hercegovine se danas počinje približavati BDP-u zemlje u 1991. godini. Brojni krajevi Bosne i Hercegovine uopće se nisu oporavili od ratnih događanja, puste su i neobrađene livade i oranice, nema stoke na pašnjacima, puste su tvorničke dvorane, prazni su kućni budžeti jer gotovo polovica stanovništva ne radi.
██ HVO
██ HVO osvojio od ARBiH
██ VRS
██ VRS osvojila od ARBiH u prvoj polovici 1993.
██ ARBIH
██ ARBiH osvojila od HVO
██ HVO - HZ Soli - bez oružanog sukoba. HVO se sam raspustio, teritorij preuzela ARBiH
██ HVO Bihać - bez oružanog sukoba. Skupa s ARBiH.
██ HVO Sarajevo - HZ Vrhbosna - bez oružanog sukoba. ARBiH prisilno ukinula HVO.

### Krivična gonjenja
Međunarodni sud za ratne zločine počinjene na području bivše Jugoslavije osudio je devet hercegbosanskih činovnika za zločine u središnjoj Bosni. Zlatko Aleksovski, zapovjednik zatvora u Kaoniku osuđen je na 7 godina. U slučaju Kupreškić et al., MKSJ je osudio Dragu Josipovića i Vladimira Šantića na 12 i 18 godina zatvora zbog sudjelovanja u pokolju u Ahmićima. Četiri pripadnika HVO-a oslobođena su svih optužbi: Zoran Kupreškić, Mirjan Kupreškić, Vlatko Kupreškić and Dragan Papić.
Zapovjednik Armije RBiH Sefer Halilović bio je terećen s kršenjem običaja i zakona ratovanja, ali je oslobođen optužbi. General Mehmed Alagić bio je optužen, ali je umro 2003.
Tihomir Blaškić, zapovjednik HVO-a u Središnjoj Bosni osuđen je na 9 godina zbog nečovječnog postupanja prema zatvorenicima. Dario Kordić, član predsjedništva Hrvatske Republike Herceg-Bosne, osuđen je na 25 godina zatvora, a zapovjednik HVO-a u Vitezu Mario Čerkez osuđen je na šest godina.
Ivica Rajić, zapovjednik HVO-a u Kiseljaku priznao je svoju krivicu i osuđen je na 12 godina zatvora. Miroslav Bralo također je priznao svoju krivicu i osuđen je na 20 godina zbog zločina u Lašvanskoj dolini.
Mladen Naletilić, osnivač Kažnjeničke bojne HVO-a, osuđen je na 20, a njegov podređenik Vinko Martinović na 18 godina zatvora. Oba su terećena za etničko čišćenje civila s Mostarskoga područja.
Dana 29. studenog 2017. MKSJ osudio je Jadranka Prlića na 25 godina, Brunu Stojića, Slobodana Praljka i Milivoja Petkovića na 20, Valentina Ćorića na 16, a Berislava Pušića na 10 godina zatvora. Među djelima za koje su osuđeni ubrajaju se zločini protiv čovječnosti, kršenja zakona i običaja ratovanja, te teška kršenja Ženevskih konvencija. Sveukupno u slučaju Prlić i drugi, jednoglasnom odlukom sudaca, izrečeno je 111 godina zatvorske kazne za šest visokih činovnika Herceg-Bosne u kojoj su osuđeni za udruženi zločinački pothvat radi etničkog čišćenja dijelova BiH.
Zapovjednik 3. korpusa ARBiH Enver Hadžihasanović i zapovjednik 7. muslimanske brigade Amir Kubura osuđeni su jer nisu spriječili zločine počinjene u središnjoj Bosni. Hadžihasanović je osuđen na tri i po godine, a Kubura na dvije godina zatvora.

## Unutarnje poveznice
| - Rat u Bosni i Hercegovini - Hrvatska Republika Herceg-Bosna - Armija Republike Bosne i Hercegovine - Washingtonski sporazum | - Federacija Bosne i Hercegovine - Bošnjaci - Bosanskohercegovački Hrvati u Ratu u Bosni i Hercegovini - Blagdani i spomendani Hrvata Bosne i Hercegovine |

## Vanjske poveznice
- HIC.hr: "Zločin s pečatom" knjiga Ivice Mlivončića
- HIC.hr: Ratni zločini u BiH Ratni zločini muslimanskih snaga nad Hrvatima Bosne i Hercegovine
- Pbase.com: Foto dokumentacija rat u srednjoj Bosni, James Mason
- Scribd.com: "Rat"  Arhivirana inačica izvorne stranice od 22. studenoga 2013. (Wayback Machine) knjiga Tihomira Čuljka
- Scribd.com: Diplomski rad Filipa Bliznaca: Bošnjačko-hrvatski sukob u srednjoj Bosni
- Scribd.com Muslimansko-hrvatski građanski rat u srednjoj Bosni knjiga Charlesa Shradera, 1. dio, 1 - 73. str. (od 273.)
- Scribd.com Muslimansko-hrvatski građanski rat u srednjoj Bosni knjiga Charlesa Shradera, 2. dio, 74. – 160. str. (od 273.)
- Ubijeni i nestali Hrvati Bosne i Hercegovine 1991. - 1995.  Arhivirana inačica izvorne stranice od 3. studenoga 2011. (Wayback Machine) imena ubijenih i nestalih Hrvata Bosne i Hercegovine (IDC)
- HercegBosna.org - Kronologija hrvatsko-muslimanskog sukoba
- Hrvatsko-muslimanski politicki i vojni odnosi u BiH 1991. – 1994. diplomski rad